# John Byrne
Pour les articles homonymes, voir John Byrne (homonymie) et Byrne.
John Byrne, né le 6 juillet 1950, est un auteur de comics qui commença comme dessinateur, avant de devenir aussi scénariste.
Il connaît un grand succès dès ses débuts dans les années 1970 avec la série Uncanny X-Men puis Fantastic Four dans les années 1980. C'est en 1986 qu'il devient incontournable avec sa version très controversée de Superman. En 1992, il propose sa propre série Next Men qui connait alors de bonnes ventes. Son expérience fera qu'il dessinera ensuite à peu près tous les super-héros majeurs : Spider-Man, Wonder Woman, Wolverine, Demon, Avengers, Justice League, etc. Il est encore en activité aujourd'hui et s'occupe de séries comme Star Trek ou Angel...

## Biographie

### Du Royaume-Uni au Canada
John Byrne est né au Royaume-Uni, à Walsall près de West Bromwich, le 6 juillet 1950. Son père, Franck est urbaniste et sa mère est femme au foyer. Il vit en Angleterre jusqu'à l'âge de 8 ans. Son père est alors nommé auprès du gouvernement de Calgary et toute la famille part émigrer au Canada. Ils y resteront plus de 20 ans. Il poursuit des études au Alberta College of Art de Calgary au début des années 1970 mais, insatisfait de l'enseignement, il l'abandonne deux ans plus tard.
En 1975, John Byrne commence sa carrière de dessinateur pour Charlton Comics avec la série Wheelie and the Chopper Bunch.

### Les années Marvel
Très vite, Marvel Comics l'engage. Après une histoire courte scénarisée par David Anthony Kraft intitulée "Dark Asylum" et publiée en juin 1975 dans Giant-Size Dracula , on lui confie en 1976 la série Iron Fist avec Chris Claremont comme scénariste ainsi que d'autres séries comme Les Champions ou Marvel Team-Up. C'est ainsi qu'on lui confie le dessin des X-men nouvelle mouture, toujours avec Claremont. Cette série deviendra une des plus populaires de l'époque et le duo Byrne/Claremont fonctionne très bien : chacun apporte ses idées au scénario, au choix des personnages et à l'intrigue. Ainsi, pour la saga du Phénix Noir, tandis que Claremont a l'idée du Club des Damnés, Byrne invente le personnage de « Jason Wyngarde » (le Cerveau).
L'influence de Byrne est grande au niveau des aventures des X-Men. Si Serval est un super-héros canadien et que l'équipe des X-Men est envoyée dans ce pays pour plusieurs épisodes face à la Division Alpha, c'est sûrement parce que Byrne souhaite que son pays joue un rôle dans les aventures de ses héros.
Durant plusieurs années, les deux hommes enchaînent les aventures de l'équipe des mutants avec talent. Byrne est alors reconnu par les fans et par la profession comme un des meilleurs dessinateurs de sa génération. D'autres super-héros sont dessinés ou même scénarisés par Byrne après les X-Men : Les Vengeurs, Captain America, La Division Alpha et surtout Les Quatre Fantastiques qu'il suit durant six années et qu'il mène, pour beaucoup, au même niveau de qualité que les X-Men.

### De DC à Dark Horse
En 1986, John Byrne ne peut refuser une occasion unique pour un dessinateur de comics : DC Comics lui propose de prendre en main Superman ! Il quitte donc Marvel et s'attelle à la tâche. Son travail dure deux ans et permet à DC Comics de reconquérir le public de Superman et de le remettre au goût du jour. Sa mini-série L'Homme d'acier rencontre un grand succès.
Au début des années 1990, John Byrne rejoint Dark Horse, une société beaucoup moins importante que Marvel ou DC mais qui lui promet de laisser libre cours à son imagination. Il peut monter de toutes pièces les séries qui lui tiennent à cœur Ainsi naît John Byrne's Next Men puis Danger Unlimited et enfin Babe. Les ventes de ses séries vont en décroissant, le public adhérant de moins en moins aux choix de l'auteur.

### Retour chez Marvel
Byrne reprend donc en main Wonder Woman pour le compte de DC comics, mais, après quelques années loin de Marvel, celle-ci lui propose un challenge impossible à refuser : Spider-Man, le héros emblématique de la maison ! Toutefois, cette époque n'est pas une aussi grande réussite au niveau des ventes et au niveau de l'accueil du public que pour Superman. On reproche à l'auteur de trop remettre en cause le passé de l'homme-araignée dans la série Spider-Man : Chapter One.
Il faut attendre 1999 pour que Byrne retrouve les héros qui l'ont révélé au public :il signe la série  X-Men : The Hidden Years. Ces aventures sont situées entre la fin de la première série et le début des nouveaux X-Men. Le succès est de nouveau au rendez-vous et permet à Byrne de travailler deux ans sur la série. Beaucoup plus à l'aise avec ces personnages bien connus, Byrne prend des libertés au niveau style et s'inspire de Neal Adams pour remplacer les cases rectangulaires par des cases de toutes les formes.
Des dissensions avec Marvel (les ventes s'essoufflent et les choix scénaristiques de Byrne sont remis en cause par la direction) obligent pourtant Byrne à partir et la série s'arrête. Il faut dire que les X-Men sont devenus une franchise très importante pour Marvel et les séries dérivées se multiplient. La première adaptation des X-Men au cinéma est un succès. Cela pousse Marvel à dépoussiérer ses publications pour profiter du nouveau public potentiel.

### Plus récemment
DC Comics accueille donc une nouvelle fois l'auteur pour reprendre Superman/Batman : Generations et travailler sur d'autres projets tels que JLA avec son ancien compagnon Chris Claremont, autre légende des comics, The Demon, Doom Patrol, Action Comics...

### Controverse
Si Byrne est reconnu de façon quasi unanime pour son travail sur X-Men et Fantastic Four (qui est d'ailleurs régulièrement réédité), il est contesté et souvent renié pour nombre de ses autres reprises de personnages. Ayant été salué pour avoir ressuscité Fantastic Four puis Superman, il s'est forgé une réputation de scénariste capable de faire renaître une série. Mais ses deux courts passages sur Hulk, son travail sur West Coast Avengers ne sont guère appréciés. Spider-Man : Chapter One qui réécrit les débuts de Spider-Man a été renié par l'éditeur qui ne fait pas mention de l'origine réécrite par Byrne dans les autres séries sur le personnage. Il avait d'ailleurs fâché Kurt Busiek qui lui avait été très respectueux des histoires originales de Lee et Ditko dans Untold Tales of Spider-Man. Son travail le plus contesté, même s'il est salué par certains et souvent réédité, est sa redéfinition (avec Marv Wolfman) de Superman. Byrne a effacé la quasi-totalité de l'histoire du personnage et notamment son passé en tant que Superboy. Même si Byrne a admis plus tard que c'était une erreur, sa décision a affecté la continuité d'autres séries DC (Legion of Super-Heroes notamment) et a forcé les auteurs a de multiples révisions de la continuité qui ont embrouillé l'univers DC alors que le but de Crisis on Infinite Earths était de le clarifier. Mark Waid, Alan Moore et Grant Morrison ont exprimé l'opinion qu'en cherchant à se débarrasser de nombreux éléments du passé de Superman, on avait aussi jeté ce qui en faisait le charme. D'ailleurs les auteurs successifs ont progressivement ramené le personnage à ce qu'il était avant que Byrne ne le prenne en main.

## Publications
Cette liste se veut représentative de l'œuvre publiée dans le commerce de John Byrne en tant que scénariste, dessinateur et/ou encreur. Elle n'est pas exhaustive. Elle tient compte des comics les plus importants de sa carrière.

### Séries
Les histoires suivantes sont publiées sous forme de comics mensuels de 32 ou 48 pages (22 pages d'histoire minimum, voire 38, et 10 pages de publicités) avec des couvertures très souples comme les pages intérieures. Ces comics ne sont en vente que le mois de sortie.
Charlton Comics
- 1975
  - Rog 2000 (back-up stories de 7 pages du comics E-Man) : no 6 à 7 et no 9 à 10 (dessinateur, encreur)
  - Doomsday +1 : no 1 à 6 (dessinateur, encreur)
  - Wheelie and the Chopper Bunch : no 2 à 3 (dessinateur)
- 1976
  - Space : 1999 : no 3 à 5 (dessinateur, encreur) et no 6 (scénariste, dessinateur, encreur)

Marvel Comics
- 1975
  - Dracula - Giant size : no 5 (dessinateur). 1re publication de John Byrne chez Marvel.
  - Marvel Premiere : no 25 (dessinateur). Iron Fist story.
  - Iron Fist : no 1 à 15 (dessinateur)
- 1976
  - Marvel Chillers : no 6 (dessinateur). Tigra story.
  - Daredevil : no 138 (dessinateur)
  - Ghost Rider : no 20 (dessinateur)
- 1977
  - Marvel Preview : no 11 (dessinateur). Star-Lord story.
  - Champions : no 11 à 15 (dessinateur) et no 17 (encreur)
  - Marvel Team-Up : no 53 à 55 & no 59 à 70 & no 75 & no 79 & no 100 (dessinateur)
  - Uncanny X-Men : no 108 à 109 & no 111 à 143 (dessinateur) et no 281 à 285 (scénariste)
  - Avengers : no 164 à 166 & no 181 à 191 & Annual no 14 (dessinateur) et no 305 à 317 (scénariste)
- 1978
  - Marvel Two-in-One : no 43 & no 53 à 55 (dessinateur) et no 50 (scénariste, dessinateur) et no 100 (scénariste)
  - Power Man & Iron Fist : no 48 à 50 (dessinateur)
- 1979
  - Amazing Spider-Man : no 189 à 190 & no 206 & Annual no 13 (dessinateur) et no 440 (scénariste)
  - Marvel Premiere : no 47 & 48 (dessinateur). Ant Man story.
  - Fantastic Four : no 209 à 218 (dessinateur) et no 220 à 221 (scénariste, dessinateur)
- 1980
  - Captain America : no 247 à 255 (coscénariste, dessinateur)
- 1981
  - Spectacular Spider-Man : no 58 (dessinateur) et no 262 (scénariste)
  - Fantastic Four : no 232 à 273 & Annual no 17 à 19 (scénariste, dessinateur, encreur) et no 274 à 293 (scénariste, dessinateur)
- 1983
  - What if : no 36 (scénariste, dessinateur, encreur). Fantastic Four story.
  - Alpha Flight : no 1 à 17 (scénariste, dessinateur, encreur) et no 18 à 28 (scénariste, dessinateur)
  - The Thing : no 1 à 13 & 19 à 22 (scénariste)
- 1984
  - Epic Illustrated : no 26 à 34 (scénariste, dessinateur). Galactus story.
- 1985
  - Marvel graphic novel : no 18 (scénariste, dessinateur). She-Hulk story.
  - Hulk : no 314 à 319 & Annual no 7 (scénariste, dessinateur) et Annual no 14 (scénariste)
- 1986
  - Marvel Fanfare : no 29 (scénariste, dessinateur, encreur). Hulk story.
- 1989
  - Avengers West Coast : no 42 à 57 (scénariste, dessinateur) et Annual no 4 (dessinateur)
  - She-Hulk : no 1 à 8 & no 31 à 45 (scénariste, dessinateur) et no 46 & no 48 à 50 (scénariste, dessinateur, encreur)
  - Wolverine : no 17 à 23 (dessinateur)
  - Star Brand : no 11 à 19 (dessinateur)
  - X-Factor : Annual no 4 (dessinateur)
- 1990
  - Iron Man : no 118 (dessinateur) et no 258 à 277 (scénariste)
  - Namor : no 1 à 25 (scénariste, dessinateur, encreur) ; no 26 à 32 (scénariste)
- 1991
  - Web of Spider-Man : no 73 (scénariste)
- 1998
  - Spider-Man : Chapter One : no 0 à 12 (scénariste, dessinateur)
- 1999
  - Amazing Spider-Man : no 1 à 18 (dessinateur)
  - Spider-Woman : no 1 à 18 (scénariste)
  - Hulk : no 1 à 7 & Annual no 1 (scénariste)
- 2000
  - X-Men : the hidden years : no 1 à 22 (scénariste, dessinateur)
  - Marvel : the lost generation : no 1 à 12 (scénariste, dessinateur, encreur)

D.C.
- 1980
  - Batman - Untold legend : no 1 (dessinateur). 1re publication de John Byrne chez D.C..
- 1986
  - New Teen Titans : Annual no 2 (dessinateur)
  - Superman : no 1 à 22 (scénariste, dessinateur) & Annual no 1 (scénariste)
  - Legends : no 1 à 6 (coscénariste, dessinateur)
- 1987
  - Action comics : no 584 à 600 & Annual no 6 (scénariste, dessinateur) et Annual no 1 (scénariste)
- 1988
  - Adventures of Superman : no 436 à 444 (scénariste)
  - The world of Krypton : no 1 à 4 (scénariste)
  - The world of Smallville : no 1 à 4 (scénariste)
  - The world of Metropolis : no 1 à 4 (scénariste)
- 1989
  - Batman : no 433 à 435 (scénariste)
- 1995
  - Wonder Woman : no 101 à 136 (scénariste, dessinateur, encreur) et Annual no 5 à 6 (scénariste)
- 1996
  - Jack Kirby's 4th world : no 1 à 20 (scénariste, dessinateur, encreur)
  - New Gods : no 12 à 15 (scénariste, dessinateur)
- 1997
  - Genesis : no 1 à 4 (scénariste)
- 1999
  - Batman & Superman - Generations 1 : no 1 à 4 (scénariste, dessinateur, encreur)
- 2001
  - Batman & Superman - Generations 2 : no 1 à 4 (scénariste, dessinateur, encreur)
- 2002
  - Lab rats : no 1 à 8 (scénariste, dessinateur, encreur)
- 2003
  - Batman & Superman - Generation 3 : no 1 à 12 (scénariste, dessinateur, encreur)
- 2004
  - J.L.A. : no 94 à 99 (dessinateur)
  - Doom Patrol : no 1 à 18 (scénariste, dessinateur)
- 2005
  - Blood of the demon : no 1 à 17 (dessinateur)
- 2006
  - The atom : no 1 à 3 (dessinateur)
  - Action comics : no 827 à 835 (dessinateur)
- 2008
  - J.L.A. - Classified : no 50 à 54 (dessinateur)

Dark Horse comics
- 1991
  - O.M.A.C. (1991) : no 1 à 4 (scénariste, dessinateur, encreur). (Deluxe).
- 1992
  - Next Men (1992) : no 0 à 30 (scénariste, dessinateur, encreur)
- 1994
  - Hellboy (1994) : no 1 à 4 (scénariste)
  - Danger Unlimited (1994) : no 1 à 4 (scénariste, dessinateur, encreur)
  - Babe (1994) : no 1 à 4 (scénariste, dessinateur, encreur)
- 1995
  - Babe 2 (1995) : no 1 à 2 (scénariste, dessinateur, encreur)
  - Harlan Ellison's dream corridor (1995) : no 1 à 4 (dessinateur, encreur)

Idlewest comics
- 2008
  - FX (2008) : no 1 à 6 (dessinateur, encreur)
  - Star Trek - Assignment earth (2008) : no 1 à 5 (dessinateur, encreur)
- 2009
  - Star Trek - Crew (2009) : no 1 à 5 (dessinateur, encreur)
  - Angel - Blood & trenches (2009) : no 1 à 4 (scénariste, dessinateur, encreur)

### One-Shot
Les comics dit « One-shot » sont des histoires publiées en un seul épisode et indépendantes des séries mensuelles. Elles font entre 48 et 96 pages. Ils peuvent se présenter soit sous forme de comics mensuel, soit en version dite « Deluxe » avec une couverture semi-cartonnée (plus rigide que celles des comics mensuels mais moins que celles des Trade Paperback). Ces comics ne sont en vente que durant le mois de la sortie.
Marvel
- Silver Surfer (1982) (dessinateur)
- The pitt (1988) (scénariste). (Deluxe).

D.C.
- Superman - The Earth stealers (1988) (scénariste). (Deluxe).
- Batman - 3D (1990) (scénariste, dessinateur, encreur). (Deluxe).
- Green Lantern - Ganthet's tale (1992) (coscénariste, dessinateur, encreur). (Deluxe).
- Darkseid (1998) (scénariste)
- Just imagine Stan Lee creating Robin (2002) (dessinateur). (Deluxe).
- Superman - True Brit (2004) (dessinateur). (Deluxe).

Marvel/D.C.
- Darkseid vs Galactus - The hunger (1995) (scénariste, dessinateur, encreur). (Deluxe).
- Amazon (1996) (scénariste, dessinateur)
- Batman & Captain America (1996) (scénariste, dessinateur, encreur). (Deluxe).

Dark Horse comics
- 2112 (1991), prologue de Next Men (scénariste, dessinateur, encreur). (Deluxe).
- Critical error (1992) (scénariste, dessinateur, encreur)
- Aliens - Earth angel (1994) (scénariste, dessinateur, encreur)
- Torch of Liberty special (1995) (scénariste)

### Webcomics
John Byrne a aussi publié des histoires inédites directement sur son site.
- You go, Ghoul ! (2004) (scénariste, dessinateur)[2]

## Œuvres

### Trade PaperBack
Aux États-Unis, les éditeurs de comics ont coutume de sortir d'abord leurs histoires en épisodes sous forme de comics mensuels puis de les rééditer des mois plus tard sous forme de « trade paper back » (TPB) en un seul ensemble. Ces trade paperback se présentent avec une couverture rigide très dure (dite « hardcover ») ou plus souple (dite « softcover »), soit glacée, soit mate. Ils sont en vente durant des années. Pour chacun, il peut exister des dizaines de réimpressions au fil des ans, avec souvent des changements de couvertures et des ajouts de contenus (introductions manuscrites des auteurs, planches de dessins originales, etc.). Sont présentées ici les dernières éditions en date.
- Aliens

reprint Aliens - Earth angel one-shot :
 États-Unis : Aliens - Omnibus (vol. 5)  (ISBN 978-1-5930-7991-8) chez Dark Horse. 376 pages. (softcover).
- Alpha Flight

reprint no 1 à 8 & Marvel Age no 2 avec une interview de John Byrne :
 États-Unis : Alpha Flight - Classic  (ISBN 0-7851-2746-1) chez Marvel. 208 pages. (softcover).
reprint no 9 à 19 & Uncanny X-Men no 109 :
 États-Unis : Alpha Flight - Classic (vol. 2)  (ISBN 978-0-7851-3125-0) chez Marvel. 296 pages. (softcover).
reprint no 20 à 28 :
 États-Unis : Alpha Flight - Classic (vol. 3)  (ISBN 978-0-7851-6292-6) chez Marvel. 280 pages. (softcover).
reprint no 4 :
 États-Unis : Fantastic Four Visionaries - John Byrne (vol. 4)  (ISBN 0-7851-1710-5) chez Marvel. 280 pages. (softcover).
reprint no 28 :
 États-Unis : Secret Wars II - Omnibus  (ISBN 978-0-7851-3658-3) chez Marvel. 1168 pages. (hardcover).
- Amazon

reprint Amazon one-shot :
 États-Unis : The amalgam age of comics  (ISBN 978-1-5638-9295-0) chez D.C. 157 pages. (softcover).
- Angel

reprint Angel - Blood & trenches no 1 à 4 :
 États-Unis : Angel - Blood & trenches  (ISBN 978-1600105159) chez Idlewest. 104 pages. (softcover).
- Atom

reprint no 1 à 3 :
 États-Unis : The all new Atom - My life in miniature  (ISBN 978-1-4012-1325-1) chez D.C. 160 pages. (softcover).
- Avengers

reprint no 164 à 166 :
 États-Unis : Avengers - The Bride of Ultron  (ISBN 978-0-7851-6251-3) chez Marvel. 184 pages. (hardcover).
reprint no 181 à 187 :
 États-Unis : Avengers - Nights of Wundagore  (ISBN 978-0-7851-3721-4) chez Marvel. 136 pages. (softcover).
reprint no 189 :
 États-Unis : Avengers - Hawkeye  (ISBN 978-0-7851-3937-9) chez Marvel. 184 pages. (hardcover).
 États-Unis : Avengers - Hawkeye  (ISBN 0-7851-3723-8) chez Marvel. 192 pages. (softcover).
reprint no 233 :
 États-Unis : Fantastic Four Visionaries - John Byrne (vol. 3)  (ISBN 0-7851-1679-6) chez Marvel. 248 pages. (softcover).  États-Unis : Fantastic Four by John Byrne Omnibus (vol. 1)  (ISBN 978-0-7851-5824-0) chez Marvel. 1084 pages. (hardcover)
reprint Annual no 14 :
 États-Unis : Fantastic Four Visionaries - John Byrne (vol. 7)  (ISBN 0-7851-2735-6) chez Marvel. 208 pages. (softcover).
reprint no 311 à 313 :
 États-Unis : Acts of Vengeance Omnibus  (ISBN 978-0-7851-4464-9) chez Marvel. 744 pages. (hardcover).
reprint no 314 à 317 :
 États-Unis : Spider-Man: Am I An Avenger?  (ISBN 978-0-7851-5749-6) chez Marvel. 288 pages. (softcover).
- Avengers West Coast

reprint no 42 à 50 :
 États-Unis : Avengers West Coast - Visionquest  (ISBN 0-7851-1774-1) chez Marvel. 216 pages. (softcover).
reprint no 51 à 57 :
 États-Unis : Avengers West Coast - Darker than scarlet  (ISBN 978-0-7851-3027-7) chez Marvel. 232 pages. (softcover).
reprint no 53 à 55 :
 États-Unis : Acts of Vengeance Omnibus  (ISBN 978-0-7851-4464-9) chez Marvel. 744 pages. (hardcover).
reprint no 56 & Annual no 4 :
 États-Unis : Atlantis Attacks Omnibus  (ISBN 978-07851-4492-2) chez Marvel. 552 pages. (hardcover).
- Captain America

reprint no 247 à 255 :
 France : Captain America - La légende vivante  (ISBN 2809401845) chez Panini France. 184 pages.
 États-Unis : Captain America - War & Remembrance  (ISBN 978-0-7851-4966-8) chez Marvel. 224 pages. (hardcover).
reprint Batman & Captain America one-shot :
 États-Unis : DC/Marvel crossover classics (vol. 2)  (ISBN 1-56389-399-1) chez Marvel. 224 pages. (softcover).
- Champions

reprint no 11 :
 États-Unis : Champions - Classic (vol. 1)  (ISBN 0-7851-2097-1) chez Marvel. 208 pages. (softcover).
reprint no 12 à 15 & 17 :
 États-Unis : Champions - Classic (vol. 2)  (ISBN 0-7851-2098-X) chez Marvel. 216 pages. (softcover).
- Danger Unlimited

reprint no 1 à 4 & Babe no 1 à 4 & Babe 2 no 1 à 2 avec une introduction manuscrite de John Byrne :
 États-Unis : Danger Unlimited  (ISBN 978-160010363-6) chez IDW Publishing. 244 pages. (softcover).
- Daredevil

reprint no 138 en noir et blanc :
 États-Unis : Ghost Rider - Essential (vol. 1)  (ISBN 0-7851-1838-1) chez Marvel. + 500 pages.
- Fantastic Four

reprint no 209 à 218 & 220 à 221 & 232 à 260 & Annual no 17 & Marvel Team-Up no 61 à 62 & Marvel Two-in-One no 50 & Avengers no 233 & The Thing no 2 :
 États-Unis : Fantastic Four by John Byrne Omnibus (vol. 1)  (ISBN 978-0-7851-5824-0) chez Marvel. 1100 pages. (hardcover)
reprint no 209 à 214 :
 États-Unis : Fantastic Four - In Search of Galactus  (ISBN 978-0-7851-3734-4) chez Marvel. 208 pages. (hardcover).
reprint no 215 à 221 & Marvel Team-Up no 61 à 62 & Marvel Two-in-One no 50 :
 États-Unis : Fantastic Four visionaries : John Byrne (vol. 0)  (ISBN 978-0-7851-3761-0) chez Marvel. 176 pages. (softcover).
reprint no 232 à 240 :
 France : Les 4 Fantastiques - Retour aux sources  (ISBN 978-284-5385-04-7) chez Panini France. 150 pages.
 États-Unis : Fantastic Four visionaries : John Byrne (vol. 1)  (ISBN 0-7851-0779-7) chez Marvel. 248 pages. (softcover).
reprint no 241 à 250 :
 États-Unis : Fantastic Four visionaries : John Byrne (vol. 2)  (ISBN 0-7851-1464-5) chez Marvel. 256 pages. (softcover).
reprint no 251 à 257 & Annual no 17 & Avengers no 233 :
 États-Unis : Fantastic Four visionaries : John Byrne (vol. 3)  (ISBN 0-7851-1679-6) chez Marvel. 264 pages. (softcover).
reprint no 258 à 267 & Alpha Flight no 4 & The Thing no 10 :
 États-Unis : Fantastic Four visionaries : John Byrne (vol. 4)  (ISBN 0-7851-1710-5) chez Marvel. 288 pages. (softcover).
reprint no 268 à 275 & Annual no 18 :
 États-Unis : Fantastic Four visionaries : John Byrne (vol. 5)  (ISBN 0-7851-1844-6) chez Marvel. 248 pages. (softcover).
reprint no 276 à 284 :
 États-Unis : Fantastic Four visionaries : John Byrne (vol. 6)  (ISBN 0-7851-2190-0) chez Marvel. 264 pages. (softcover).
reprint no 285 à 286 & Annual no 19 & Avengers Annual no 14 :
 États-Unis : Fantastic Four visionaries : John Byrne (vol. 7)  (ISBN 0-7851-2735-6) chez Marvel. 208 pages. (softcover).
reprint no 287 à 293 & Marvel Age no 14 avec une interview de John Byrne :
 États-Unis : Fantastic Four visionaries : John Byrne (vol. 8)  (ISBN 978-0-7851-2736-9) chez Marvel. 216 pages. (softcover).
reprint no 218 :
 États-Unis : Fantastic Four & Spider-Man - Classic  (ISBN 0-7851-1803-9) chez Marvel. 152 pages. (softcover).
reprint no 274 :
 États-Unis : Thing Classic (vol. 2)  (ISBN 0-7851-5979-7) chez Marvel. 304 pages. (softcover).
reprint no 286 :
 États-Unis : X-Men - Phoenix Rising  (ISBN 978-0-7851-3949-2) chez Marvel. 136 pages. (hardcover).
reprint no 218 en noir et blanc :
 États-Unis : Spectacular Spider-Man - Essential (vol. 2)  (ISBN 0-7851-2042-4) chez Marvel. + 500 pages.
reprint no 286 en noir et blanc :
 États-Unis : X-Factor - Essential (vol. 1)  (ISBN 0-7851-1886-1) chez Marvel. 568 pages.
reprint What if no 36 :
 États-Unis : What If? Classic (vol. 6)  (ISBN 978-0-7851-3753-5) chez Marvel. 240 pages. (softcover).
- FX

reprint no 1 à 6 avec une galerie de brouillons de John Byrne :
 France : FX  (ISBN 978-2-9530869-3-5) chez Dante. 176 pages.
 États-Unis : FX : Monkeys and monsters and myths...Oh my !  (ISBN 978-160010274-5) chez IDW Publishing. 162 pages. (softcover).
- Ghost Rider

reprint no 20 en noir et blanc :
 États-Unis : Ghost Rider - Essential (vol. 1)  (ISBN 0-7851-1838-1) chez Marvel. + 500 pages.
- Hellboy

reprint Hellboy - Seed of destruction no 1 à 4 :
 France : Hellboy - Les graines de la destruction  (ISBN 2-84055-750-9) chez Delcourt. 120 pages.
 États-Unis : Hellboy - Seed of destruction  (ISBN 1-56971-316-2) chez Dark Horse. 128 pages. (softcover).
- Hulk

reprint Annual no 7 :
 États-Unis : Hulk Giant-Size HC  (ISBN 0-7851-3469-7) chez Marvel. 112 pages. (hardcover).
reprint no 314 à 319 & Marvel Fanfare no 29 :
 États-Unis : Incredible Hulk visionaries : John Byrne  (ISBN 978-0-7851-2705-5) chez Marvel. 208 pages. (softcover).
reprint no 315 :
 États-Unis : Hulk - Transformations  (ISBN 0-7851-0262-0) chez Marvel. 176 pages. (softcover).
reprint no 319 :
 France : Mariages Marvel  (ISBN 2-84538-638-9) chez Panini comics. 200 pages.
 États-Unis : Marvel weddings  (ISBN 0-7851-1686-9) chez Marvel. 250 pages. (hardcover).
reprint no 1 à 7 & Annual no 1 :
 États-Unis : Hulk by John Byrne & Ron Garney  (ISBN 0-7851-5856-1) chez Marvel. 328 pages. (softcover).
reprint no 1 à 4 :
 France : Hulk - Les yeux du serpent  (ISBN 2-7434-4730-3) dans la collection « Best-sellers » chez Maxi-Livres.
- Iron Fist

reprint Marvel Premiere no 25 & Iron Fist no 1 à 2 :
 États-Unis : Marvel Masterworks - Iron Fist (vol. 1)  (ISBN 978-0-7851-5032-9) chez Marvel. 256 pages. (hardcover).
reprint Iron Fist no 3 à 15 & Marvel Team-Up no 63 à 64 :
 États-Unis : Marvel Masterworks - Iron Fist (vol. 2)  (ISBN 978-0-7851-5955-1) chez Marvel. 288 pages. (hardcover).
reprint Marvel Premiere no 25 & Iron Fist no 1 à 15 & Marvel Team-Up no 63 à 64 & Power Man no 48 à 50 en noir et blanc :
 États-Unis : Iron Fist - Essential  (ISBN 0-7851-1546-3) chez Marvel. + 600 pages. (hardcover).
reprint Power Man no 48 à 49 en noir et blanc :
 États-Unis : Power Man - Essential (vol. 2)  (ISBN 0-7851-2147-1) chez Marvel. + 400 pages.
reprint Power Man & Iron Fist no 50 en noir et blanc :
 États-Unis : Power Man & Iron Fist - Essential (vol. 1)  (ISBN 978-0-7851-2726-0) chez Marvel. + 450 pages.
- Iron Man

reprint no 118 :
 États-Unis : Iron Man by Michelinie, Layton & Romita Jr Omnibus (vol. 1)  (ISBN 978-0-7851-6712-9) chez Marvel. 944 pages. (hardcover).
reprint no 258 à 266 :
 États-Unis : Iron Man - Armor Wars II  (ISBN 978-0-7851-4557-8) chez Marvel. 224 pages. (softcover).
reprint no 270 à 275 :
 États-Unis : Iron Man - Dragon seed saga  (ISBN 978-0-7851-3131-1) chez Marvel. 160 pages. (softcover).
- Justice League of America

reprint J.L.A. no 94 à 99 :
 États-Unis : J.L.A. - The tenth circle  (ISBN 1-4012-0346-9) chez D.C. 144 pages. (softcover).
reprint J.L.A. - Classified no 50 à 54 :
 États-Unis : J.L.A. - That was now, this is then  (ISBN 978-1-4012-1950-5) chez DC. 132 pages. (softcover).
- Legends (limited series)

reprint no 1 à 6 :
 France : Légendes  (ISBN 978-2-8094-0296-4) chez Panini Comics. 152 pages.
 États-Unis : Legends - The collection  (ISBN 1-56389-095-X) chez D.C. 160 pages. (softcover).
- Namor

reprint Namor no 1 à 9 :
 États-Unis : Namor Visionaries - John Byrne (vol. 1)  (ISBN 978-0-7851-5304-7) chez Marvel. 216 pages. (softcover).
reprint Namor no 10 à 18 :
 États-Unis : Namor Visionaries - John Byrne (vol. 2)  (ISBN 978-0-7851-6043-4) chez Marvel. 232 pages. (softcover).
- New Gods

reprint Jack Kirby's Fourth world no 1 à 8 et 15 à 18:
 États-Unis : Tales of the New Gods  (ISBN 978-1-4012-1637-5) chez D.C. 208 pages. (softcover).
- Next Men

reprint no 0 à 10 avec introduction manuscrite de John Byrne : 
 États-Unis : John Byrne's Next Men - The premiere collection (vol. 1)  (ISBN 978-160010365-0) chez IDW Publishing. 312 pages. (hardcover).
reprint no 11 à 20 : 
 États-Unis : John Byrne's Next Men - The premiere collection (vol. 2)  (ISBN 978-1600105494) chez IDW Publishing. 312 pages. (hardcover).
reprint no 21 à 30 : 
 États-Unis : John Byrne's Next Men - The premiere collection (vol. 3)  (ISBN 978-1600106965) chez IDW Publishing. 300 pages. (hardcover).
reprint no 0 à 12 & 2112 one shot en noir et blanc : 
 États-Unis : John Byrne's Next Men - Compleat (vol. 1)  (ISBN 978-160010173-1) chez IDW Publishing. 400 pages.
reprint no 13 à 30 en noir et blanc : 
 États-Unis : John Byrne's Next Men - Compleat (vol. 2)  (ISBN 978-160010272-1) chez IDW Publishing. 450 pages.
reprint (vol. 2) no 1 à 4 : 
 États-Unis : John Byrne's Next Men Vol. 1 - Scattered   (ISBN 978-1600109249) chez IDW Publishing. 104 pages. (hardcover).
reprint (vol. 2) no 5 à 9 : 
 États-Unis : John Byrne's Next Men Vol. 2 - Scattered Part 2  (ISBN 978-1613770696) chez IDW Publishing. 120 pages. (hardcover).
- Robin

reprint Just imagine Stan Lee creating Robin one shot :
 États-Unis : Just imagine Stan Lee creating the DC universe (vol. 2)  (ISBN 978-1-56389-987-4) chez D.C. 256 pages. (softcover).
- She-Hulk

reprint Marvel graphic novel no 18 :
 États-Unis : Women of Marvel - Celebrating Seven Decades Omnibus  (ISBN 0-7851-4326-2) chez Marvel. 1160 pages. (hardcover).
reprint no 1 à 8 avec introduction manuscrite de John Byrne :
 États-Unis : The sensational She-Hulk  (ISBN 0-87135-892-1) chez Marvel. 192 pages. (softcover).
- Silver Surfer

reprint Silver Surfer one-shot en noir et blanc :
 États-Unis : Silver Surfer - Essential (vol. 2)  (ISBN 0-7851-2700-3) chez Marvel. 584 pages.
- Spider-Man

reprint Amazing Spider-Man no 206 :
 États-Unis : Spider-Man visionaries - Roger Stern  (ISBN 0-7851-2710-0) chez Marvel. 256 pages. (softcover).
reprint Amazing Spider-Man no 189 à 190 & no 206 & Annual no 13 en noir et blanc :
 États-Unis : Amazing Spider-Man - Essential (vol. 9)  (ISBN 978-0-7851-3074-1) chez Marvel. + 500 pages.
reprint Amazing Spider-Man Annual no 13 en noir et blanc :
 États-Unis : Peter Parker, the spectacular Spider-Man - Essential (vol. 2)  (ISBN 0-7851-2042-4) chez Marvel. + 500 pages.
reprint Spectacular Spider-Man no 58 en noir et blanc :
 États-Unis : Peter Parker, the spectacular Spider-Man - Essential (vol. 3)  (ISBN 0-7851-2501-9) chez Marvel. + 500 pages.
reprint Marvel Team-Up no 55 :
 États-Unis : Marvel Masterworks - Warlock (vol. 2)  (ISBN 0-7851-3511-1) chez Marvel. 320 pages. (hardcover).
reprint Marvel Team-Up no 59 à 70 & no 75 :
 États-Unis : Spider-Man - Marvel Team-Up by Claremont & Byrne  (ISBN 978-0-7851-5866-0) chez Marvel. 240 pages. (softcover).
reprint Marvel Team-Up no 79 :
 États-Unis : Spider-Man & Red Sonja  (ISBN 978-0-7851-3210-3) chez Marvel/Dynamite. 144 pages. (hardcover)
 États-Unis : Spider-Man & Red Sonja  (ISBN 978-0-7851-2744-4) chez Marvel/Dynamite. 144 pages. (softcover)
reprint Marvel Team-Up no 100 (seconde histoire) :
 États-Unis : X-Men - Worlds Apart  (ISBN 978-0-7851-3533-3) chez Marvel. 128 pages. (softcover).
reprint Marvel Team-Up no 53 à 55 & no 59 à 70 & no 75 en noir et blanc :
 États-Unis : Marvel Team-Up - Essential (vol. 3)  (ISBN 978-0-7851-3068-0) chez Marvel. + 500 pages.
reprint Spider-Man - Chapter One no 0 à 12 :
 États-Unis : Spider-Man - Chapter One  (ISBN 978-0-7851-5848-6) chez Marvel. 328 pages. (softcover).
reprint Spider-Man - Chapter One no 1 à 12 :
 France : Spider-Man - Sur le fil  (ISBN 2-7434-4979-9) dans la collection « Best-sellers » chez Maxi-Livres. 283 pages.
reprint Amazing Spider-Man no 1 à 11 :
 France : Spider-Man - Renaissance  (ISBN 2-7434-5627-2) dans la collection « Best-sellers » chez Maxi-Livres. 287 pages.
reprint Amazing Spider-Man no 1 à 6 :
 États-Unis : Spider-Man - The Next Chapter (vol. 1)  (ISBN 978-0-7851-5759-5) chez Marvel. 392 pages. (softcover).
reprint Amazing Spider-Man no 7 à 12 :
 États-Unis : Spider-Man - The Next Chapter (vol. 2)  (ISBN 978-0-7851-5966-7) chez Marvel. 368 pages. (softcover).
reprint Amazing Spider-Man no 13 à 18 & Spider-Woman no 9 :
 États-Unis : Spider-Man - The Next Chapter (vol. 3)  (ISBN 978-0-7851-5977-3) chez Marvel. 300 pages. (softcover).
reprint Amazing Spider-Man no 12 & 13 :
 France : Spider-Man - Les sinister six  (ISBN 2-7434-5839-9) dans la collection « Best-sellers » chez Maxi-Livres. 214 pages.
- Star Trek

reprint Star Trek - Assignment Earth no 1 à 5 :
 États-Unis : Star Trek - Assignment Earth  (ISBN 978-1-6001-0291-2) chez IDW Publishing. 136 pages. (softcover).
reprint Star Trek, alien spotlight - Romulans one-shot :
 États-Unis : Star Trek - Alien spotlight  (ISBN 978-1-6001-0179-3) chez IDW Publishing. 152 pages. (softcover).
- Superman

reprint Man of steel (limited series) no 1 à 6 avec introduction manuscrite de John Byrne :
 France : Superman - L'homme d'acier  (ISBN 2-84538-634-6) chez Panini Comics. 148 pages.
 États-Unis : Superman - The man of steel (vol. 1)  (ISBN 978-0-930289-28-7) chez D.C. 150 pages. (softcover).
reprint Superman no 1 à 3 & Action Comics no 584 à 586 :
 France : Superman - L'homme d'acier (vol. 2)  (ISBN 2845389523) chez Panini France. 152 pages.
 États-Unis : Superman - The man of steel (vol. 2)  (ISBN 1-4012-0005-2) chez D.C. 224 pages. (softcover).
reprint Superman no 4 à 6 & Action Comics no 587 à 589 :
 États-Unis : Superman - The man of steel (vol. 3)  (ISBN 978-1-4012-0246-0) chez D.C. 208 pages. (softcover).
reprint Superman no 7 à 8 & Action Comics no 590 à 591 :
 États-Unis : Superman - The man of steel (vol. 4)  (ISBN 1-4012-0455-4) chez D.C. 192 pages. (softcover).
reprint Superman no 9 à 11 & Action Comics no 592 à 593 :
 États-Unis : Superman - The man of steel (vol. 5)  (ISBN 1-4012-0948-3) chez D.C. 208 pages. (softcover).
reprint Superman no 12 & Action Comics no 594 à 595 & Annual no 1 :
 États-Unis : Superman - The man of steel (vol. 6)  (ISBN 978-1-4012-1679-5) chez D.C. 208 pages. (softcover).
reprint Action Comics no 595 & 600 (2e et 3e hist.) :
 États-Unis : Superman - In the eighties  (ISBN 1-4012-0952-1) chez D.C. 192 pages. (softcover).
reprint Action Comics no 600 (1re hist.) :
 France : DC Comics Anthologie  (ISBN 978-2-3657-7003-3) chez Urban Comics. 288 pages. (hardcover).  États-Unis : Wonder Woman (vol. 3) - Beauty and the Beasts  (ISBN 1-4012-0484-8) chez D.C. 160 pages. (softcover). 
reprint The man of steel no 1 & Superman no 18 :
 États-Unis : Superman - The greatest stories ever told (vol. 1)  (ISBN 978-1-4012-0339-9) chez D.C. 189 pages. (softcover).
reprint The man of steel no 4 & Superman no 9 :
 États-Unis : Superman vs Lex Luthor  (ISBN 1-4012-0951-3) chez D.C. 192 pages. (softcover).
reprint Superman no 2 :
 États-Unis : Superman - The greatest stories ever told (vol. 2)  (ISBN 978-1-4012-0956-8) chez D.C. 190 pages. (softcover).
reprint Superman - The world of Krypton no 1 à 4 :
 États-Unis : Superman - The world of Krypton  (ISBN 978-1-4012-1795-2) chez D.C. 192 pages. (softcover).
reprint Superman & Batman - Generations 1 no 1 à 4 :
 États-Unis : Superman & Batman - Generations, an imaginary tale  (ISBN 1-56389-605-2) chez D.C. 192 pages. (softcover).
reprint Superman & Batman - Generations 2 no 1 à 4 :
 États-Unis : Superman & Batman - Generations 2, an imaginary tale  (ISBN 1-56389-990-6) chez D.C. 200 pages. (softcover).
reprint Action Comics no 827 à 828 et no 830 à 835 :
 États-Unis : Superman - Strange attractors  (ISBN 1-4012-0917-3) chez D.C. 192 pages. (softcover).
reprint Action Comics no 829 :
 États-Unis : Superman - Sacrifice  (ISBN 1-4012-0919-X) chez D.C. 130 pages. (softcover).
- The Thing

reprint Marvel Two-in-One no 43 & 53 à 55 :
 États-Unis : The Thing - Project Pegasus  (ISBN 978-0-7851-3811-2) chez Marvel. 160 pages. (hardcover).
reprint Marvel Two-in-One no 50 :
 États-Unis : Fantastic Four Visionaries - John Byrne (vol. 0)  (ISBN 978-0-7851-3761-0) chez Marvel. 176 pages. (softcover).  États-Unis : Fantastic Four by John Byrne Omnibus (vol. 1)  (ISBN 978-0-7851-5824-0) chez Marvel. 1084 pages. (hardcover)
reprint Marvel Two-in-One no 43 & 50 en noir et blanc :
 États-Unis : Marvel Two-in-One - Essential (vol. 2)  (ISBN 0-7851-2698-8) chez Marvel. + 450 pages.
reprint Marvel Two-in-One no 53 à 55 en noir et blanc :
 États-Unis : Marvel Two-in-One - Essential (vol. 3)  (ISBN 978-0-7851-3069-7) chez Marvel. 592 pages.
reprint The Thing no 1 à 10 :
 États-Unis : Thing Classic (vol. 1)  (ISBN 978-0-7851-5308-5) chez Marvel. (softcover).
reprint The Thing no 11 à 13 & 19 à 22 :
 États-Unis : Thing Classic (vol. 2)  (ISBN 0-7851-5979-7) chez Marvel. 304 pages. (softcover).
reprint The Thing no 2 :
 États-Unis : Fantastic Four Visionaries - John Byrne (vol. 3)  (ISBN 0-7851-1679-6) chez Marvel. 248 pages. (softcover).  États-Unis : Fantastic Four by John Byrne Omnibus (vol. 1)  (ISBN 978-0-7851-5824-0) chez Marvel. 1084 pages. (hardcover)
reprint The Thing no 10 :
 États-Unis : Fantastic Four Visionaries - John Byrne (vol. 4)  (ISBN 0-7851-1710-5) chez Marvel. 280 pages. (softcover).
reprint The Thing no 19 :
 États-Unis : Fantastic Four Visionaries - John Byrne (vol. 5)  (ISBN 0-7851-1844-6) chez Marvel. 248 pages. (softcover).
- Wolverine

reprint no 17 à 19 :
 France : Wolverine - L'intégrale 1989  (ISBN 978-2-8094-0382-4) chez Panini comics. 316 pages.
reprint no 20 à 23 :
 France : Wolverine - L'intégrale 1990  (ISBN 978-2-8094-0591-0) chez Panini comics. 316 pages.
reprint no 17 à 23 :
 États-Unis : Wolverine - Classic (vol. 4)  (ISBN 0-7851-2054-8) chez Marvel. 168 pages. (softcover).
reprint no 17 à 23 en noir et blanc :
 États-Unis : Wolverine - Essential (vol. 1)  (ISBN 978-0-7851-3566-1) chez Marvel. + 500 pages. (softcover).
- Wonder Woman

reprint no 101 à 105 avec une introduction manuscrite de John Byrne :
 États-Unis : Wonder Woman - Second genesis  (ISBN 1-56389-318-5) chez D.C. 128 pages. (softcover).
reprint no 106 à 112 :
 États-Unis : Wonder Woman - Lifelines  (ISBN 1-56389-403-3) chez D.C. 160 pages. (softcover).
- X-Men

reprint no 108 à 116 :
 France : X-Men - L'intégrale 1977-1978  (ISBN 2-84538-160-3) chez Panini comics. 246 pages.
reprint no 117 à 128 :
 France : X-Men - L'intégrale 1979  (ISBN 2-84538-206-5) chez Panini comics. 240 pages.
reprint no 129 à 140 :
 France : X-Men - L'intégrale 1980  (ISBN 2-84538-254-5) chez Panini comics. 274 pages.
reprint no 141 à 143 :
 France : X-Men - L'intégrale 1981  (ISBN 2-84538-293-6) chez Panini comics. 324 pages.
reprint no 108 & 109 :
 États-Unis : Marvel Masterworks - X-Men (vol. 2)  (ISBN 0-7851-1193-X) chez Marvel. (hardcover).
 États-Unis : Marvel Masterworks - The Uncanny X-Men (vol. 2)  (ISBN 978-0-7851-3704-7) chez Marvel. 192 pages. (softcover).
reprint no 111 à 121 :
 États-Unis : Marvel Masterworks - X-Men (vol. 3)  (ISBN 0-7851-1194-8) chez Marvel. 208 pages. (hardcover).
 États-Unis : Marvel Masterworks - The Uncanny X-Men (vol. 3)  (ISBN 978-0-7851-4570-7) chez Marvel. 208 pages. (softcover).
reprint no 122 à 131 :
 États-Unis : Marvel Masterworks - X-Men (vol. 4)  (ISBN 0-7851-1630-3) chez Marvel. (hardcover).
 États-Unis : Marvel Masterworks - The Uncanny X-Men (vol. 4)  (ISBN 978-0-7851-5869-1) chez Marvel. 232 pages. (softcover).
reprint no 132 à 140 :
 États-Unis : Marvel Masterworks - X-Men (vol. 5)  (ISBN 0-7851-1698-2) chez Marvel. 304 pages. (hardcover).
 États-Unis : Marvel Masterworks - The Uncanny X-Men (vol. 5)  (ISBN 978-0-7851-5872-1) chez Marvel. 320 pages. (softcover).
reprint no 141 à 143 :
 États-Unis : Marvel Masterworks - X-Men (vol. 6) chez Marvel. (hardcover).
reprint no 125 à 128 :
 États-Unis : X-Men - Proteus  (ISBN 978-0-7851-3768-9) chez Marvel. 130 pages. (hardcover).
reprint no 129 à 138 :
 États-Unis : X-Men - The Dark Phoenix Saga  (ISBN 978-0-7851-4913-2) chez Marvel. 352 pages. (hardcover).
reprint no 129 à 137 :
 États-Unis : X-Men - The Dark Phoenix Saga  (ISBN 978-0-7851-6421-0) chez Marvel. 200 pages. (softcover).
reprint no 138 à 143 :
 États-Unis : X-Men - Days of Future Past  (ISBN 978-0-7851-6453-1) chez Marvel. 184 pages. (softcover).
reprint no 109 :
 États-Unis : Alpha Flight - Classic (vol. 2)  (ISBN 978-0-7851-3125-0) chez Marvel. 296 pages. (softcover).
reprint no 132 :
 États-Unis : Marvel 70th anniversary collection  (ISBN 978-0-7851-3743-6) chez Marvel. 350 pages. (softcover).
reprint no 108 à 119 en noir et blanc :
 États-Unis : X-Men - Essential (vol. 1)  (ISBN 0-7851-3255-4) chez Marvel. + 400 pages.
reprint no 120 à 143 en noir et blanc :
 États-Unis : Essential X-Men (vol. 2)  (ISBN 978-0-7851-2007-0) chez Marvel. + 450 pages.
reprint no 130 & 131 en noir et blanc :
 États-Unis : Dazzler - Essential (vol. 1)  (ISBN 0-7851-2695-3) chez Marvel. + 400 pages.
reprint no 281 à 285 & 288 :
 États-Unis : X-Men - Bishop's Crossing   (ISBN 978-0-7851-5349-8) chez Marvel. 392 pages. (hardcover).
reprint X-Factor Annual no 4 :
 États-Unis : Atlantis Attacks Omnibus  (ISBN 978-0-7851-4492-2) chez Marvel. 552 pages. (hardcover).
reprint X-Men - The Hidden Years no 1 à 12 & segment de X-Men (vol. 2) no 94 :
 États-Unis : X-Men - The Hidden Years (vol. 1)  (ISBN 978-0-7851-5969-8) chez Marvel. 328 pages. (softcover).
reprint X-Men - The Hidden Years no 13 à 22 :
 États-Unis : X-Men - The Hidden Years (vol. 2)  (ISBN 978-0-7851-6055-7) chez Marvel. 304 pages. (softcover).
- Divers

reprint Iron Fist no 14 & Marvel Preview - Starlord no 11 & Uncanny X-Men no 137 :
 États-Unis : Marvel visionaries - Chris Claremont  (ISBN 0-7851-1887-X) chez Marvel. 376 pages. (hardcover).
reprint Giant-Size Dracula no 5 & Marvel Premiere no 25 & Marvel Team-Up no 61 à 62 & Uncanny X-Men no 137 & Captain America no 250 & Fantastic Four no 236 & Alpha Flight no 12 & Avengers Annual no 14 & Incredible Hulk no 319 & She-Hulk no 1 & Namor no 1 & X-Men Hidden Years no 22 :
 États-Unis : Marvel Masters - The Art of John Byrne  (ISBN 978-1-8465-3400-3) chez Marvel. 276 pages. (softcover).

### Les parutions françaises
En France, les comics sont traduits dans des publications mensuelles, bimestrielles ou trimestrielles sous plusieurs éditeurs : Lug, Aredit, Artima, Semic, Panini, etc. Chaque publication pouvant contenir de 2 à 4 histoires soit de la même série, soit de séries différentes. Depuis les années 1990, les publications thématisées, avec plusieurs histoires de plusieurs séries autour d'un personnage, se sont généralisées. Aux États-Unis, chaque publication mensuelle ne présente qu'une seule histoire.
Le catalogue de John Byrne le plus représenté en langue française est celui de l'éditeur Marvel car les droits d'exploitation en Europe sont vendus depuis les années 1960. Contrairement au catalogue D.C ou Dark Horse qui ne sera publié qu'à partir des années 2000.
Il est à noter que les publications française, soumises aux lois sur la jeunesse très restrictives en matière de violences et de morales, ont souvent procédé à de la censure jusqu'à la fin des années 1990. Certains dessins, voire certaines pages, ne sont jamais parues en France. John Byrne, très expressif dans ses dessins, a alors connu de nombreuses coupes lors de ses traductions.

#### Abréviations
- Pour la section 'N°' : Nn = Non numéroté ; An = Annual
- Pour la section 'Fonctions' : S = Scénariste ; D = Dessinateur ; E = Encreur

| États-Unis Titre                     | n°    | Date    | Fonctions | France Titre                    | n°        | Date          | Éditeur      |  |
| ------------------------------------ | ----- | ------- | --------- | ------------------------------- | --------- | ------------- | ------------ |  |
| Action comics                        | 827   | 07/2005 | D         | Superman                        | 13        | 07/2006       | Panini       |  |
| Action comics                        | 828   | 08/2005 | D         | Superman                        | 13        | 07/2006       | Panini       |  |
| Action comics                        | 829   | 09/2005 | D         | Superman                        | 15        | 09/2006       | Panini       |  |
| Action comics                        | 830   | 10/2005 | D         | Superman                        | 17        | 11/2006       | Panini       |  |
| Action comics                        | 831   | 11/2005 | D         | Superman                        | 17        | 11/2006       | Panini       |  |
| Alpha Flight                         | 1     | 08/1983 | S / D / E | Strange                         | 179 & 180 | 11 & 12/1984  | Lug          |  |
| Alpha Flight                         | 2     | 09/1983 | S / D / E | Strange                         | 181       | 01/1985       | Lug          |  |
| Alpha Flight                         | 3     | 10/1983 | S / D / E | Strange                         | 182       | 02/1985       | Lug          |  |
| Alpha Flight                         | 4     | 11/1983 | S / D / E | Strange                         | 183       | 03/1985       | Lug          |  |
| Alpha Flight                         | 5     | 12/1983 | S / D / E | Strange                         | 184       | 04/1985       | Lug          |  |
| Alpha Flight                         | 6     | 01/1984 | S / D / E | Strange                         | 185       | 05/1985       | Lug          |  |
| Alpha Flight                         | 7     | 02/1984 | S / D / E | Strange                         | 186       | 06/1985       | Lug          |  |
| Alpha Flight                         | 8     | 03/1984 | S / D / E | Strange                         | 187       | 07/1985       | Lug          |  |
| Alpha Flight                         | 9     | 04/1984 | S / D / E | Strange                         | 188       | 08/1985       | Lug          |  |
| Alpha Flight                         | 10    | 05/1984 | S / D / E | Strange                         | 189       | 09/1985       | Lug          |  |
| Alpha Flight                         | 11    | 06/1984 | S / D / E | Strange                         | 190       | 10/1985       | Lug          |  |
| Alpha Flight                         | 12    | 07/1984 | S / D / E | Strange                         | 191 & 192 | 11 & 12/1985  | Lug          |  |
| Alpha Flight                         | 13    | 08/1984 | S / D / E | Strange                         | 193       | 01/1986       | Lug          |  |
| Alpha Flight                         | 14    | 09/1984 | S / D / E | Strange                         | 194       | 02/1986       | Lug          |  |
| Alpha Flight                         | 15    | 10/1984 | S / D / E | Strange                         | 195       | 03/1986       | Lug          |  |
| Alpha Flight                         | 16    | 11/1984 | S / D / E | Strange                         | 196       | 04/1986       | Lug          |  |
| Alpha Flight                         | 17    | 12/1984 | S / D / E | Strange                         | 197       | 05/1986       | Lug          |  |
| Alpha Flight                         | 18    | 01/1985 | S / D     | Strange                         | 198       | 06/1986       | Lug          |  |
| Alpha Flight                         | 19    | 02/1985 | S / D     | Strange                         | 199       | 07/1986       | Lug          |  |
| Alpha Flight                         | 20    | 03/1985 | S / D     | Strange                         | 200       | 08/1986       | Lug          |  |
| Alpha Flight                         | 21    | 04/1985 | S / D     | Strange                         | 201       | 09/1986       | Lug          |  |
| Alpha Flight                         | 22    | 05/1985 | S / D     | Strange                         | 204       | 12/1986       | Lug          |  |
| Alpha Flight                         | 23    | 06/1985 | S / D     | Strange                         | 204       | 12/1986       | Lug          |  |
| Alpha Flight                         | 24    | 07/1985 | S / D     | Strange                         | 205       | 01/1987       | Lug          |  |
| Alpha Flight                         | 25    | 08/1985 | S / D     | Strange                         | 206       | 02/1987       | Lug          |  |
| Alpha Flight                         | 26    | 09/1985 | S / D     | Strange                         | 207       | 03/1987       | Lug          |  |
| Alpha Flight                         | 27    | 10/1985 | S / D     | Strange                         | 208       | 04/1987       | Lug          |  |
| Alpha Flight                         | 28    | 11/1985 | S / D     | Strange                         | 209       | 05/1987       | Lug          |  |
| Amazon                               | 1     | 04/1996 | S / D     | DC Vs Marvel                    | 6         | 06/1997       | Panini       |  |
| Avengers                             | 164   | 10/1977 | D         | Vengeurs                        | 12        | 11/1986       | Aredit       |  |
| Avengers                             | 165   | 11/1977 | D         | Vengeurs                        | 13        | 12/1986       | Aredit       |  |
| Avengers                             | 166   | 12/1977 | D         | Vengeurs                        | 13        | 12/1986       | Aredit       |  |
| Avengers                             | 181   | 03/1979 | D         | Vengeurs                        | 7         | 06/1982       | Artima       |  |
| Avengers                             | 182   | 04/1979 | D         | Vengeurs                        | 7         | 06/1982       | Artima       |  |
| Avengers                             | 183   | 05/1979 | D         | Vengeurs                        | 7         | 06/1982       | Artima       |  |
| Avengers                             | 184   | 06/1979 | D         | Vengeurs                        | 7         | 06/1982       | Artima       |  |
| Avengers                             | 185   | 07/1979 | D         | Vengeurs                        | 8         | 10/1982       | Artima       |  |
| Avengers                             | 186   | 08/1979 | D         | Vengeurs                        | 8         | 10/1982       | Artima       |  |
| Avengers                             | 187   | 09/1979 | D         | Vengeurs                        | 8         | 10/1982       | Artima       |  |
| Avengers                             | 188   | 10/1979 | D         | Vengeurs                        | 9         | 03/1983       | Artima       |  |
| Avengers                             | 189   | 11/1979 | D         | Vengeurs                        | 9         | 03/1983       | Artima       |  |
| Avengers                             | 190   | 12/1979 | D         | Vengeurs                        | 9         | 03/1983       | Artima       |  |
| Avengers                             | 191   | 01/1980 | D         | Vengeurs                        | 9         | 03/1983       | Artima       |  |
| Avengers                             | 233   | 07/1983 | D         | Ombrax Saga                     | 249       | 10/1986       | Lug          |  |
| Avengers                             | 305   | 07/1989 | S         | Strange                         | 256       | 04/1991       | Semic        |  |
| Avengers                             | 306   | 08/1989 | S         | Strange                         | 257       | 05/1991       | Semic        |  |
| Avengers                             | 307   | 09/1989 | S         | Strange                         | 258       | 06/1991       | Semic        |  |
| Avengers                             | 308   | 10/1989 | S         | Strange                         | 259       | 07/1991       | Semic        |  |
| Avengers                             | 309   | 11/1989 | S         | Strange                         | 260       | 08/1991       | Semic        |  |
| Avengers                             | 310   | 11/1989 | S         | Strange                         | 261       | 09/1991       | Semic        |  |
| Avengers                             | 314   | 02/1990 | S         | Strange                         | 262       | 10/1991       | Semic        |  |
| Avengers                             | 315   | 03/1990 | S         | Strange                         | 263       | 11/1991       | Semic        |  |
| Avengers                             | 316   | 04/1990 | S         | Strange                         | 264       | 12/1991       | Semic        |  |
| Avengers                             | 317   | 05/1990 | S         | Strange                         | 265       | 01/1992       | Semic        |  |
| Avengers West Coast                  | 42    | 03/1989 | S / D     | Titans                          | 131       | 12/1989       | Semic        |  |
| Avengers West Coast                  | 43    | 04/1989 | S / D     | Titans                          | 132       | 01/1990       | Semic        |  |
| Avengers West Coast                  | 44    | 05/1989 | S / D     | Titans                          | 133       | 02/1990       | Semic        |  |
| Avengers West Coast                  | 45    | 06/1989 | S / D     | Titans                          | 134       | 03/1990       | Semic        |  |
| Avengers West Coast                  | 46    | 07/1989 | S / D     | Titans                          | 135       | 04/1990       | Semic        |  |
| Avengers West Coast                  | 47    | 08/1989 | S / D     | Titans                          | 136       | 05/1990       | Semic        |  |
| Avengers West Coast                  | 48    | 09/1989 | S / D     | Titans                          | 137       | 06/1990       | Semic        |  |
| Avengers West Coast                  | 49    | 10/1989 | S / D     | Titans                          | 138       | 07/1990       | Semic        |  |
| Avengers West Coast                  | 50    | 11/1989 | S / D     | Titans                          | 139       | 08/1990       | Semic        |  |
| Avengers West Coast                  | 51    | 11/1989 | S / D     | Titans                          | 140       | 09/1990       | Semic        |  |
| Avengers West Coast                  | 52    | 12/1989 | S / D     | Titans                          | 141       | 10/1990       | Semic        |  |
| Avengers West Coast                  | 53    | 12/1989 | S / D     | Titans                          | 142       | 11/1990       | Semic        |  |
| Avengers West Coast                  | 54    | 01/1990 | S / D     | Titans                          | 143       | 12/1990       | Semic        |  |
| Avengers West Coast                  | 55    | 02/1990 | S / D     | Titans                          | 145       | 02/1991       | Semic        |  |
| Avengers West Coast                  | 56    | 03/1990 | S / D     | Titans                          | 146       | 03/1991       | Semic        |  |
| Avengers West Coast                  | 57    | 04/1990 | S / D     | Titans                          | 147       | 04/1991       | Semic        |  |
| Batman - Untold legend               | 1     | 07/1980 | D         | Batman - La légende inconnue    | 1         | 1981          | Saga édition |  |
| Batman & Captain America             | Nn    | 1996    | S / D / E | Batman Hors-Série               | 7         | 07/1998       | Semic        |  |
| Batman - Gotham Knights              | 2     | 04/2000 | S / D / E | Batman - D'ombre et de lumière  | 1         | 10/2001       | Semic        |  |
| Brave New World                      | Nn    | 08/2006 | D         | DC Universe                     | 27        | 10/2007       | Panini       |  |
| Captain America                      | 247   | 07/1980 | S / D     | Captain America                 | 1         | 10/1984       | Aredit       |  |
| Captain America                      | 248   | 08/1980 | S / D     | Captain America                 | 1         | 10/1984       | Aredit       |  |
| Captain America                      | 249   | 09/1980 | S / D     | Captain America                 | 1         | 10/1984       | Aredit       |  |
| Captain America                      | 250   | 10/1980 | S / D     | Captain America                 | 2         | 03/1985       | Aredit       |  |
| Captain America                      | 251   | 11/1980 | S / D     | Captain America                 | 2         | 03/1985       | Aredit       |  |
| Captain America                      | 252   | 12/1980 | S / D     | Captain America                 | 2         | 03/1985       | Aredit       |  |
| Captain America                      | 253   | 01/1981 | S / D     | Captain America                 | 3         | 04/1985       | Aredit       |  |
| Captain America                      | 254   | 02/1981 | S / D     | Captain America                 | 3         | 04/1985       | Aredit       |  |
| Captain America                      | 255   | 03/1981 | S / D / E | Captain America                 | 4         | 06/1985       | Aredit       |  |
| Champions                            | 11    | 02/1977 | D         | Titans                          | 14        | 05/1978       | Lug          |  |
| Champions                            | 12    | 03/1977 | D         | Titans                          | 15        | 07/1978       | Lug          |  |
| Champions                            | 13    | 05/1977 | D         | Titans                          | 16        | 09/1978       | Lug          |  |
| Champions                            | 14    | 07/1977 | D         | Titans                          | 17        | 11/1978       | Lug          |  |
| Champions                            | 15    | 09/1977 | D         | Titans                          | 18        | 01/1979       | Lug          |  |
| Champions                            | 17    | 01/1978 | E         | Titans                          | 21        | 07/1979       | Lug          |  |
| Darkseid vs Galactus - The hunger    | Nn    | 1995    | S / D / E | Spécial DC                      | 8         | 06/2000       | Semic        |  |
| Epic illustrated                     | 26    | 10/1984 | S / D     | Epic                            | 10        | 07/1985       | Aredit       |  |
| Epic illustrated                     | 27    | 12/1984 | S / D     | Epic                            | 11        | 09/1985       | Aredit       |  |
| Epic illustrated                     | 28    | 02/1985 | S / D     | Epic                            | 11        | 09/1985       | Aredit       |  |
| Epic illustrated                     | 29    | 04/1985 | S / D     | Epic                            | 12        | 10/1985       | Aredit       |  |
| Fantastic Four                       | 209   | 08/1979 | D         | Nova                            | 90        | 07/1985       | Lug          |  |
| Fantastic Four                       | 210   | 09/1979 | D         | Nova                            | 91        | 08/1985       | Lug          |  |
| Fantastic Four                       | 211   | 10/1979 | D         | Nova                            | 91        | 08/1985       | Lug          |  |
| Fantastic Four                       | 212   | 11/1979 | D         | Nova                            | 92        | 09/1985       | Lug          |  |
| Fantastic Four                       | 213   | 12/1979 | D         | Nova                            | 92        | 09/1985       | Lug          |  |
| Fantastic Four                       | 214   | 01/1980 | D         | Nova                            | 93        | 10/1985       | Lug          |  |
| Fantastic Four                       | 215   | 02/1980 | D         | Nova                            | 93        | 10/1985       | Lug          |  |
| Fantastic Four                       | 216   | 03/1980 | D         | Nova                            | 94        | 11/1985       | Lug          |  |
| Fantastic Four                       | 217   | 04/1980 | D         | Nova                            | 94        | 11/1985       | Lug          |  |
| Fantastic Four                       | 218   | 05/1980 | D         | Nova                            | 40        | 05/1981       | Lug          |  |
| Fantastic Four                       | 220   | 07/1980 | S / D     | Nova                            | 95        | 12/1985       | Lug          |  |
| Fantastic Four                       | 221   | 08/1980 | S / D     | Nova                            | 96        | 01/1986       | Lug          |  |
| Fantastic Four                       | 232   | 07/1981 | S / D / E | Nova                            | 101       | 06/1986       | Lug          |  |
| Fantastic Four                       | 233   | 08/1981 | S / D / E | Nova                            | 104       | 09/1986       | Lug          |  |
| Fantastic Four                       | 234   | 09/1981 | S / D / E | Nova                            | 102       | 07/1986       | Lug          |  |
| Fantastic Four                       | 235   | 10/1981 | S / D / E | Nova                            | 102       | 07/1986       | Lug          |  |
| Fantastic Four                       | 236   | 11/1981 | S / D / E | Nova                            | 103       | 08/1986       | Lug          |  |
| Fantastic Four                       | 237   | 12/1981 | S / D / E | Nova                            | 104       | 09/1986       | Lug          |  |
| Fantastic Four                       | 238   | 01/1982 | S / D / E | Nova                            | 105       | 10/1986       | Lug          |  |
| Fantastic Four                       | 239   | 02/1982 | S / D / E | Nova                            | 105       | 10/1986       | Lug          |  |
| Fantastic Four                       | 240   | 03/1982 | S / D / E | Nova                            | 106       | 11/1986       | Lug          |  |
| Fantastic Four                       | 241   | 04/1982 | S / D / E | Nova                            | 106       | 11/1986       | Lug          |  |
| Fantastic Four                       | 242   | 05/1982 | S / D / E | Nova                            | 107       | 12/1986       | Lug          |  |
| Fantastic Four                       | 243   | 06/1982 | S / D / E | Nova                            | 107       | 12/1986       | Lug          |  |
| Fantastic Four                       | 244   | 07/1982 | S / D / E | Nova                            | 108       | 01/1987       | Lug          |  |
| Fantastic Four                       | 245   | 08/1982 | S / D / E | Nova                            | 108       | 01/1987       | Lug          |  |
| Fantastic Four                       | 246   | 09/1982 | S / D / E | Nova                            | 109       | 02/1987       | Lug          |  |
| Fantastic Four                       | 247   | 10/1982 | S / D / E | Nova                            | 109       | 02/1987       | Lug          |  |
| Fantastic Four                       | 248   | 11/1982 | S / D / E | Nova                            | 110       | 03/1987       | Lug          |  |
| Fantastic Four                       | 249   | 12/1982 | S / D / E | Nova                            | 110       | 03/1987       | Lug          |  |
| Fantastic Four                       | 250   | 01/1983 | S / D / E | Nova                            | 111       | 04/1987       | Lug          |  |
| Fantastic Four                       | 251   | 02/1983 | S / D / E | Nova                            | 112       | 05/1987       | Lug          |  |
| Fantastic Four                       | 252   | 03/1983 | S / D / E | Nova                            | 112       | 05/1987       | Lug          |  |
| Fantastic Four                       | 253   | 04/1983 | S / D / E | Nova                            | 113       | 06/1987       | Lug          |  |
| Fantastic Four                       | 254   | 05/1983 | S / D / E | Nova                            | 113       | 06/1987       | Lug          |  |
| Fantastic Four                       | 255   | 06/1983 | S / D / E | Nova                            | 114       | 07/1987       | Lug          |  |
| Fantastic Four                       | 256   | 07/1983 | S / D / E | Nova                            | 114       | 07/1987       | Lug          |  |
| Fantastic Four                       | 257   | 08/1983 | S / D / E | Nova                            | 115       | 08/1987       | Lug          |  |
| Fantastic Four                       | 258   | 09/1983 | S / D / E | Nova                            | 115       | 08/1987       | Lug          |  |
| Fantastic Four                       | 259   | 10/1983 | S / D / E | Nova                            | 116       | 09/1987       | Lug          |  |
| Fantastic Four                       | 260   | 11/1983 | S / D / E | Nova                            | 116       | 09/1987       | Lug          |  |
| Fantastic Four                       | 261   | 12/1983 | S / D / E | Nova                            | 117       | 10/1987       | Lug          |  |
| Fantastic Four                       | 262   | 01/1984 | S / D / E | Nova                            | 117       | 10/1987       | Lug          |  |
| Fantastic Four                       | 263   | 02/1984 | S / D / E | Nova                            | 118       | 11/1987       | Lug          |  |
| Fantastic Four                       | 264   | 03/1984 | S / D / E | Nova                            | 118       | 11/1987       | Lug          |  |
| Fantastic Four                       | 265   | 04/1984 | S / D / E | Nova                            | 119       | 12/1987       | Lug          |  |
| Fantastic Four                       | 266   | 05/1984 | S / E     | Nova                            | 119       | 12/1987       | Lug          |  |
| Fantastic Four                       | 267   | 06/1984 | S / D / E | Nova                            | 120       | 01/1988       | Lug          |  |
| Fantastic Four                       | 268   | 07/1984 | S / D / E | Nova                            | 120       | 01/1988       | Lug          |  |
| Fantastic Four                       | 269   | 08/1984 | S / D / E | Nova                            | 121       | 02/1988       | Lug          |  |
| Fantastic Four                       | 270   | 09/1984 | S / D / E | Nova                            | 121       | 02/1988       | Lug          |  |
| Fantastic Four                       | 271   | 10/1984 | S / D / E | Nova                            | 122       | 03/1988       | Lug          |  |
| Fantastic Four                       | 272   | 11/1984 | S / D / E | Nova                            | 122       | 03/1988       | Lug          |  |
| Fantastic Four                       | 273   | 12/1984 | S / D / E | Nova                            | 123       | 04/1988       | Lug          |  |
| Fantastic Four                       | 275   | 02/1985 | S / D     | Nova                            | 123       | 04/1988       | Lug          |  |
| Fantastic Four                       | 276   | 03/1985 | S / D     | Nova                            | 124       | 05/1988       | Lug          |  |
| Fantastic Four                       | 277   | 04/1985 | S / D     | Nova                            | 124       | 05/1988       | Lug          |  |
| Fantastic Four                       | 278   | 05/1985 | S / D     | Nova                            | 125       | 06/1988       | Lug          |  |
| Fantastic Four                       | 279   | 06/1985 | S / D     | Nova                            | 125       | 06/1988       | Lug          |  |
| Fantastic Four                       | 280   | 07/1985 | S / D     | Nova                            | 126       | 07/1988       | Lug          |  |
| Fantastic Four                       | 281   | 08/1985 | S / D     | Nova                            | 126       | 07/1988       | Lug          |  |
| Fantastic Four                       | 282   | 09/1985 | S / D     | Nova                            | 127       | 08/1988       | Lug          |  |
| Fantastic Four                       | 283   | 10/1985 | S / D     | Nova                            | 127       | 08/1988       | Lug          |  |
| Fantastic Four                       | 284   | 11/1985 | S / D     | Nova                            | 128       | 09/1988       | Lug          |  |
| Fantastic Four                       | 285   | 12/1985 | S / D     | Nova                            | 128       | 09/1988       | Lug          |  |
| Fantastic Four                       | 286   | 01/1986 | S / D     | Strange                         | 228       | 12/1988       | Lug          |  |
| Fantastic Four                       | 287   | 02/1986 | S / D     | Nova                            | 129       | 10/1988       | Lug          |  |
| Fantastic Four                       | 288   | 03/1986 | S / D     | Nova                            | 129       | 10/1988       | Lug          |  |
| Fantastic Four                       | 289   | 04/1986 | S / D     | Nova                            | 130       | 11/1988       | Lug          |  |
| Fantastic Four                       | 290   | 05/1986 | S / D     | Nova                            | 130       | 11/1988       | Lug          |  |
| Fantastic Four                       | 291   | 06/1986 | S / D     | Nova                            | 131       | 12/1988       | Lug          |  |
| Fantastic Four                       | 292   | 07/1986 | S / D     | Nova                            | 131       | 12/1988       | Lug          |  |
| Fantastic Four                       | 293   | 08/1986 | S         | Nova                            | 132       | 01/1989       | Lug          |  |
| Fantastic Four                       | An 17 | 1983    | S / D / E | Album des Fantastiques          | 36        | 1985          | Lug          |  |
| Ghost Rider                          | 20    | 10/1976 | D         | Etranges Aventures              | 63        | 10/1979       | Aredit       |  |
| Hulk                                 | An 7  | 1978    | S / D     | Hulk                            | 25        | 01/1983       | Pocket Flash |  |
| Hulk                                 | An 8  | 1979    | S         | Hulk                            | 26        | 03/1983       | Pocket Flash |  |
|                                      |       |         |           | Strange Spécial Origines        | 277       | 01/1993       | Semic        |  |
| Hulk                                 | 1     | 04/1999 | S / D / E | Marvel Select                   | 27 et 29  | 05 et 08/2000 | Panini       |  |
| Hulk                                 | 2     | 05/1999 | S         | Marvel Select                   | 29        | 08/2000       | Panini       |  |
| Hulk                                 | 3     | 06/1999 | S         | Marvel Select                   | 29        | 08/2000       | Panini       |  |
| Hulk                                 | 4     | 07/1999 | S         | Marvel Select                   | 29        | 08/2000       | Panini       |  |
| Iron Fist                            | 1     | 11/1975 | D         | Titans                          | 14        | 05/1978       | Lug          |  |
| Iron Fist                            | 2     | 12/1975 | D         | Titans                          | 15        | 07/1978       | Lug          |  |
| Iron Fist                            | 3     | 02/1976 | D         | Titans                          | 16        | 09/1978       | Lug          |  |
| Iron Fist                            | 4     | 04/1976 | D         | Titans                          | 17        | 11/1978       | Lug          |  |
| Iron Fist                            | 5     | 06/1976 | D         | Titans                          | 18        | 01/1979       | Lug          |  |
| Iron Fist                            | 6     | 08/1976 | D         | Titans                          | 19        | 03/1979       | Lug          |  |
| Iron Fist                            | 7     | 09/1976 | D         | Titans                          | 20        | 05/1979       | Lug          |  |
| Iron Fist                            | 8     | 10/1976 | D         | Titans                          | 21        | 07/1979       | Lug          |  |
| Iron Fist                            | 9     | 11/1976 | D         | Titans                          | 22        | 09/1979       | Lug          |  |
| Iron Fist                            | 10    | 12/1976 | D         | Titans                          | 23        | 11/1979       | Lug          |  |
| Iron Fist                            | 11    | 02/1977 | D         | Titans                          | 24        | 01/1980       | Lug          |  |
| Iron Fist                            | 12    | 04/1977 | D         | Titans                          | 25        | 03/1980       | Lug          |  |
| Iron Fist                            | 13    | 06/1977 | D         | Titans                          | 26        | 05/1980       | Lug          |  |
| Iron Fist                            | 14    | 08/1977 | D         | Titans                          | 27        | 07/1980       | Lug          |  |
|                                      |       |         |           | Strange Spécial Origines        | 286       | 10/1993       | Semic        |  |
| Iron Fist                            | 15    | 09/1977 | D         | Titans                          | 28        | 09/1980       | Lug          |  |
| Iron Man                             | 118   | 01/1979 | D         | Strange                         | 120       | 12/1979       | Lug          |  |
| Iron Man                             | 258   | 07/1990 | S         | Strange                         | 261       | 09/1991       | Semic        |  |
| Iron Man                             | 259   | 08/1990 | S         | Strange                         | 262       | 10/1991       | Semic        |  |
| Iron Man                             | 260   | 09/1990 | S         | Strange                         | 263       | 11/1991       | Semic        |  |
| Iron Man                             | 261   | 10/1990 | S         | Strange                         | 264       | 12/1991       | Semic        |  |
| Iron Man                             | 262   | 11/1990 | S         | Strange                         | 265       | 01/1992       | Semic        |  |
| Iron Man                             | 263   | 12/1990 | S         | Strange                         | 266       | 02/1992       | Semic        |  |
| Iron Man                             | 264   | 01/1991 | S         | Strange                         | 267       | 03/1992       | Semic        |  |
| Iron Man                             | 265   | 02/1991 | S         | Strange                         | 268       | 04/1992       | Semic        |  |
| Iron Man                             | 266   | 03/1991 | S         | Strange                         | 269       | 05/1992       | Semic        |  |
| Iron Man                             | 267   | 04/1991 | S         | Strange                         | 270       | 06/1992       | Semic        |  |
| Iron Man                             | 268   | 05/1991 | S         | Strange                         | 271       | 07/1992       | Semic        |  |
| Iron Man                             | 269   | 06/1991 | S         | Strange                         | 272       | 08/1992       | Semic        |  |
| Iron Man                             | 270   | 07/1991 | S         | Strange                         | 273       | 09/1992       | Semic        |  |
| Iron Man                             | 271   | 08/1991 | S         | Strange                         | 274       | 10/1992       | Semic        |  |
| Iron Man                             | 272   | 09/1991 | S         | Strange                         | 275       | 11/1992       | Semic        |  |
| Iron Man                             | 273   | 10/1991 | S         | Strange                         | 276       | 12/1992       | Semic        |  |
| Iron Man                             | 274   | 11/1991 | S         | Strange                         | 277       | 01/1993       | Semic        |  |
| Iron Man                             | 275   | 12/1991 | S         | Strange                         | 278 & 279 | 02 & 03/1993  | Semic        |  |
| Iron Man                             | 276   | 01/1992 | S         | Strange                         | 280       | 04/1993       | Semic        |  |
| Iron Man                             | 277   | 02/1992 | S         | Strange                         | 281       | 05/1993       | Semic        |  |
| Just imagine Stan Lee creating Robin | Nn    | 04/2002 | D         | Just imagine Stan Lee's - Robin | 5         | 04/2003       | Semic        |  |
| Marvel Chillers                      | 6     | 08/1976 | D         | Satan                           | 13        | 10/1979       | Aredit       |  |
| Marvel Comics Presents               | 18    | 05/1989 | D         | Strange Spécial Origines        | 256       | 04/1991       | Semic        |  |
| Marvel Premiere                      | 25    | 10/1975 | D         | Titans                          | 13        | 03/1978       | Lug          |  |
| Marvel Premiere                      | 47    | 04/1979 | D         | Namor                           | 10        | 10/1980       | Artima       |  |
|                                      |       |         |           | Strange Spécial Origines        | 211       | 07/1987       | Lug          |  |
| Marvel Premiere                      | 48    | 06/1979 | D         | Namor                           | 10        | 10/1980       | Artima       |  |
|                                      |       |         |           | Strange Spécial Origines        | 214       | 10/1987       | Lug          |  |
| Marvel Preview                       | 11    | 10/1977 | D         | Album Star-Lord                 | 2         | 06/1982       | Artima       |  |
| Marvel Team-Up                       | 53    | 01/1977 | D         | Album de l'Araignée             | 6         | 04/1979       | Lug          |  |
| Marvel Team-Up                       | 54    | 02/1977 | D         | Album de l'Araignée             | 6         | 04/1979       | Lug          |  |
| Marvel Team-Up                       | 55    | 02/1977 | D         | Album de l'Araignée             | 6         | 04/1979       | Lug          |  |
| Marvel Team-Up                       | 59    | 07/1977 | D         | Album de l'Araignée             | 8         | 01/1980       | Lug          |  |
|                                      |       |         |           | Marvel Mega Hors-Série          | 10        | 03/2000       | Panini       |  |
| Marvel Team-Up                       | 60    | 08/1977 | D         | Album de l'Araignée             | 8         | 01/1980       | Lug          |  |
|                                      |       |         |           | Marvel Mega Hors-Série          | 10        | 03/2000       | Panini       |  |
| Marvel Team-Up                       | 61    | 09/1977 | D         | Album de l'Araignée             | 8         | 01/1980       | Lug          |  |
|                                      |       |         |           | Marvel Mega Hors-Série          | 10        | 03/2000       | Panini       |  |
| Marvel Team-Up                       | 62    | 10/1977 | D         | Album de l'Araignée             | 8         | 01/1980       | Lug          |  |
|                                      |       |         |           | Marvel Mega Hors-Série          | 10        | 03/2000       | Panini       |  |
| Marvel Team-Up                       | 63    | 11/1977 | D         | Titans                          | 29        | 11/1981       | Lug          |  |
|                                      |       |         |           | Marvel Mega Hors-Série          | 10        | 03/2000       | Panini       |  |
| Marvel Team-Up                       | 64    | 12/1977 | D         | Titans                          | 30        | 01/1982       | Lug          |  |
|                                      |       |         |           | Marvel Mega Hors-Série          | 10        | 03/2000       | Panini       |  |
| Marvel Team-Up                       | 65    | 01/1978 | D         | Spécial Strange                 | 23        | 03/1981       | Lug          |  |
|                                      |       |         |           | Marvel Mega Hors-Série          | 11        | 05/2000       | Panini       |  |
| Marvel Team-Up                       | 66    | 02/1978 | D         | Spécial Strange                 | 24        | 06/1981       | Lug          |  |
|                                      |       |         |           | Marvel Mega Hors-Série          | 11        | 05/2000       | Panini       |  |
| Marvel Team-Up                       | 67    | 03/1978 | D         | Spécial Strange                 | 25        | 08/1981       | Lug          |  |
|                                      |       |         |           | Marvel Mega Hors-Série          | 11        | 05/2000       | Panini       |  |
| Marvel Team-Up                       | 68    | 04/1978 | D         | Eclipso                         | 70        | 07/1980       | Aredit       |  |
|                                      |       |         |           | Marvel Mega Hors-Série          | 11        | 05/2000       | Panini       |  |
| Marvel Team-Up                       | 69    | 05/1978 | D         | Spécial Strange                 | 26        | 12/1981       | Lug          |  |
|                                      |       |         |           | Marvel Mega Hors-Série          | 11        | 05/2000       | Panini       |  |
| Marvel Team-Up                       | 70    | 06/1978 | D         | Spécial Strange                 | 27        | 03/1982       | Lug          |  |
|                                      |       |         |           | Marvel Mega Hors-Série          | 11        | 05/2000       | Panini       |  |
| Marvel Team-Up                       | 75    | 11/1978 | D         | Spécial Strange                 | 30        | 12/1982       | Lug          |  |
| Marvel Team-Up                       | 79    | 03/1979 | S / D     | Spécial Strange                 | 32        | 06/1983       | Lug          |  |
| Marvel Team-Up                       | 100   | 12/1980 | S / D     | Strange Spécial Origines        | 217       | 01/1988       | Lug          |  |
|                                      |       |         |           | X-Men Saga                      | 16        | 04/1994       | Semic        |  |
| Marvel Two-in-One                    | 43    | 09/1978 | D         | Spécial Strange                 | 29        | 08/1982       | Lug          |  |
| Marvel Two-in-One                    | 53    | 07/1979 | D         | Spécial Strange                 | 30        | 12/1982       | Lug          |  |
| Marvel Two-in-One                    | 54    | 08/1979 | D         | Spécial Strange                 | 31        | 03/1983       | Lug          |  |
| Marvel Two-in-One                    | 55    | 09/1979 | D         | Spécial Strange                 | 32        | 06/1983       | Lug          |  |
| Namor                                | 1     | 04/1990 | S / D / E | Strange                         | 255       | 03/1991       | Semic        |  |
| Namor                                | 2     | 05/1990 | S / D / E | Strange                         | 256       | 04/1991       | Semic        |  |
| Namor                                | 3     | 06/1990 | S / D / E | Strange                         | 257       | 05/1991       | Semic        |  |
| Namor                                | 4     | 07/1990 | S / D / E | Strange                         | 258       | 06/1991       | Semic        |  |
| Namor                                | 5     | 08/1990 | S / D / E | Strange                         | 259       | 07/1991       | Semic        |  |
| Namor                                | 6     | 09/1990 | S / D / E | Strange                         | 260       | 08/1991       | Semic        |  |
| Namor                                | 7     | 10/1990 | S / D / E | Strange                         | 261       | 09/1991       | Semic        |  |
| Namor                                | 8     | 11/1990 | S / D / E | Strange                         | 262       | 10/1991       | Semic        |  |
| Namor                                | 9     | 12/1990 | S / D / E | Strange                         | 263       | 11/1991       | Semic        |  |
| Namor                                | 10    | 01/1991 | S / D / E | Strange                         | 264       | 12/1991       | Semic        |  |
| Namor                                | 11    | 02/1991 | S / D / E | Strange                         | 265       | 01/1992       | Semic        |  |
| Namor                                | 12    | 03/1991 | S / D / E | Strange                         | 266       | 02/1992       | Semic        |  |
| Namor                                | 13    | 04/1991 | S / D / E | Strange                         | 267       | 03/1992       | Semic        |  |
| Namor                                | 14    | 05/1991 | S / D / E | Strange                         | 268       | 04/1992       | Semic        |  |
| Namor                                | 15    | 06/1991 | S / D / E | Strange                         | 269       | 05/1992       | Semic        |  |
| Namor                                | 16    | 07/1991 | S / D / E | Strange                         | 270       | 06/1992       | Semic        |  |
| Namor                                | 17    | 08/1991 | S / D / E | Strange                         | 271       | 07/1992       | Semic        |  |
| Namor                                | 18    | 09/1991 | S / D / E | Strange                         | 272       | 08/1992       | Semic        |  |
| Namor                                | 19    | 10/1991 | S / D / E | Strange                         | 273       | 09/1992       | Semic        |  |
| Namor                                | 20    | 11/1991 | S / D / E | Strange                         | 275       | 11/1992       | Semic        |  |
| Namor                                | 21    | 12/1991 | S / D / E | Strange                         | 276       | 12/1992       | Semic        |  |
| Namor                                | 22    | 01/1992 | S / D     | Strange                         | 277       | 01/1993       | Semic        |  |
| Namor                                | 23    | 02/1992 | S / D     | Strange                         | 278       | 02/1993       | Semic        |  |
| Namor                                | 24    | 03/1992 | S / D / E | Strange                         | 279       | 03/1993       | Semic        |  |
| Namor                                | 25    | 04/1992 | S / D / E | Strange                         | 280       | 04/1993       | Semic        |  |
| Namor                                | 26    | 05/1992 | S         | Strange                         | 281       | 05/1993       | Semic        |  |
| Namor                                | 27    | 06/1992 | S         | Strange                         | 282       | 06/1993       | Semic        |  |
| Namor                                | 28    | 07/1992 | S         | Strange                         | 283       | 07/1993       | Semic        |  |
| Namor                                | 29    | 08/1992 | S         | Strange                         | 284       | 08/1993       | Semic        |  |
| Namor                                | 30    | 09/1992 | S         | Strange                         | 285       | 09/1993       | Semic        |  |
| Namor                                | 31    | 10/1992 | S         | Strange                         | 286       | 10/1993       | Semic        |  |
| Namor                                | 32    | 11/1992 | S         | Strange                         | 287       | 11/1993       | Semic        |  |
| New Mutants                          | 75    | 05/1989 | D         | Titans                          | 135       | 04/1990       | Semic        |  |
| Power Man                            | 48    | 12/1977 | D         | Power Man                       | 3         | 01/1982       | Artima       |  |
| Power Man                            | 49    | 01/1978 | D         | Power Man                       | 4         | 04/1982       | Artima       |  |
| Power Man & Iron Fist                | 50    | 02/1978 | D         | Power Man                       | 4         | 04/1982       | Artima       |  |
| She-Hulk                             | 1     | 05/1989 | S / D     | Nova                            | 152       | 09/1990       | Semic        |  |
| She-Hulk                             | 2     | 06/1989 | S / D     | Nova                            | 153       | 10/1990       | Semic        |  |
| She-Hulk                             | 3     | 07/1989 | S / D     | Nova                            | 154       | 11/1990       | Semic        |  |
| She-Hulk                             | 4     | 08/1989 | S / D     | Nova                            | 155       | 12/1990       | Semic        |  |
| She-Hulk                             | 5     | 09/1989 | S / D     | Nova                            | 156       | 01/1991       | Semic        |  |
| She-Hulk                             | 6     | 10/1989 | S / D     | Nova                            | 157       | 02/1991       | Semic        |  |
| She-Hulk                             | 7     | 11/1989 | S / D     | Nova                            | 158       | 03/1991       | Semic        |  |
| She-Hulk                             | 8     | 11/1989 | S / D     | Nova                            | 159       | 04/1991       | Semic        |  |
| She-Hulk                             | 31    | 09/1991 | S / D     | Nova                            | 175       | 08/1992       | Semic        |  |
| She-Hulk                             | 32    | 10/1991 | S / D     | Nova                            | 176       | 09/1992       | Semic        |  |
| She-Hulk                             | 33    | 11/1991 | S / D     | Nova                            | 177       | 10/1992       | Semic        |  |
| She-Hulk                             | 34    | 12/1991 | S / D     | Nova                            | 178       | 11/1992       | Semic        |  |
| She-Hulk                             | 35    | 01/1992 | S / D     | Nova                            | 179       | 12/1992       | Semic        |  |
| She-Hulk                             | 36    | 02/1992 | S / D     | Nova                            | 181       | 02/1993       | Semic        |  |
| She-Hulk                             | 37    | 03/1992 | S / D     | Nova                            | 182       | 03/1993       | Semic        |  |
| She-Hulk                             | 38    | 04/1992 | S / D     | Nova                            | 183       | 04/1993       | Semic        |  |
| She-Hulk                             | 39    | 05/1992 | S / D     | Nova                            | 184       | 05/1993       | Semic        |  |
| She-Hulk                             | 40    | 06/1992 | S / D     | Nova                            | 185       | 06/1993       | Semic        |  |
| She-Hulk                             | 41    | 07/1992 | S / D     | Nova                            | 186       | 07/1993       | Semic        |  |
| She-Hulk                             | 42    | 08/1992 | S / D     | Nova                            | 187       | 08/1993       | Semic        |  |
| She-Hulk                             | 43    | 09/1992 | S / D     | Nova                            | 189       | 10/1993       | Semic        |  |
| She-Hulk                             | 44    | 10/1992 | S / D     | Nova                            | 190       | 11/1993       | Semic        |  |
| She-Hulk                             | 45    | 11/1992 | S / D     | Nova                            | 191       | 12/1993       | Semic        |  |
| She-Hulk                             | 46    | 12/1992 | S / D / E | Nova                            | 192       | 01/1994       | Semic        |  |
| Silver Surfer                        | Nn    | 06/1982 | D         | Album Top BD                    | 8         | 1985          | Lug          |  |
| Spider-Man - Amazing                 | 189   | 02/1979 | D         | Strange                         | 142       | 10/1981       | Lug          |  |
| Spider-Man - Amazing                 | 190   | 03/1979 | D         | Strange                         | 143       | 11/1981       | Lug          |  |
| Spider-Man - Amazing                 | 206   | 06/1980 | D         | Strange                         | 161       | 05/1983       | Lug          |  |
| Spider-Man - Amazing                 | 440   | 10/1998 | S         | Spider-Man                      | 35        | 12/1999       | Panini       |  |
| Spider-Man - Amazing                 | 441   | 11/1998 | S         | Spider-Man                      | 36        | 01/2000       | Panini       |  |
| Spider-Man - Amazing                 | An 13 | 1979    | D         | Album de l'Araignée             | 13        | 07/1981       | Lug          |  |
| Spider-Man - Amazing                 | 1     | 01/1999 | D         | Spider-Man                      | 1         | 02/2000       | Panini       |  |
| Spider-Man - Amazing                 | 2     | 02/1999 | D         | Spider-Man                      | 2         | 03/2000       | Panini       |  |
| Spider-Man - Amazing                 | 3     | 03/1999 | D         | Spider-Man                      | 2         | 03/2000       | Panini       |  |
| Spider-Man - Amazing                 | 4     | 04/1999 | D         | Spider-Man                      | 3         | 04/2000       | Panini       |  |
| Spider-Man - Amazing                 | 5     | 05/1999 | D         | Spider-Man                      | 4         | 05/2000       | Panini       |  |
| Spider-Man - Amazing                 | 6     | 06/1999 | D         | Spider-Man                      | 5         | 06/2000       | Panini       |  |
| Spider-Man - Amazing                 | 7     | 07/1999 | D         | Spider-Man                      | 7         | 08/2000       | Panini       |  |
| Spider-Man - Amazing                 | 8     | 08/1999 | D         | Spider-Man                      | 7         | 08/2000       | Panini       |  |
| Spider-Man - Amazing                 | 9     | 09/1999 | D         | Spider-Man                      | 8         | 09/2000       | Panini       |  |
| Spider-Man - Amazing                 | 10    | 10/1999 | D         | Spider-Man                      | 9         | 10/2000       | Panini       |  |
| Spider-Man - Amazing                 | 11    | 11/1999 | D         | Spider-Man                      | 10        | 11/2000       | Panini       |  |
| Spider-Man - Amazing                 | 12    | 12/1999 | D         | Spider-Man                      | 12        | 01/2001       | Panini       |  |
| Spider-Man - Amazing                 | 13    | 01/2000 | D         | Spider-Man                      | 13        | 02/2001       | Panini       |  |
| Spider-Man - Amazing                 | 14    | 02/2000 | S / D     | Spider-Man                      | 14        | 03/2001       | Panini       |  |
| Spider-Man - Amazing                 | 15    | 03/2000 | D         | Spider-Man                      | 15        | 04/2001       | Panini       |  |
| Spider-Man - Amazing                 | 16    | 04/2000 | D         | Spider-Man                      | 16        | 05/2001       | Panini       |  |
| Spider-Man - Amazing                 | 17    | 05/2000 | D         | Spider-Man                      | 17        | 06/2001       | Panini       |  |
| Spider-Man - Amazing                 | 18    | 06/2000 | D         | Spider-Man                      | 18        | 07/2001       | Panini       |  |
| Spider-Man - Chapter One             | 0     | 05/1999 | S / D     | Spider-Man                      | 5         | 06/2000       | Panini       |  |
| Spider-Man - Chapter One             | 1     | 12/1998 | S / D     | Spider-Man                      | 1         | 02/2000       | Panini       |  |
| Spider-Man - Chapter One             | 2     | 12/1998 | S / D     | Spider-Man                      | 3         | 04/2000       | Panini       |  |
| Spider-Man - Chapter One             | 3     | 01/1999 | S / D     | Spider-Man                      | 3         | 04/2000       | Panini       |  |
| Spider-Man - Chapter One             | 4     | 02/1999 | S / D     | Spider-Man                      | 4         | 05/2000       | Panini       |  |
| Spider-Man - Chapter One             | 5     | 03/1999 | S / D     | Spider-Man                      | 4         | 05/2000       | Panini       |  |
| Spider-Man - Chapter One             | 6     | 04/1999 | S / D     | Spider-Man                      | 5         | 06/2000       | Panini       |  |
| Spider-Man - Chapter One             | 7     | 05/1999 | S / D     | Spider-Man                      | 6         | 07/2000       | Panini       |  |
| Spider-Man - Chapter One             | 8     | 06/1999 | S / D     | Spider-Man                      | 7         | 08/2000       | Panini       |  |
| Spider-Man - Chapter One             | 9     | 07/1999 | S / D     | Spider-Man                      | 8         | 09/2000       | Panini       |  |
| Spider-Man - Chapter One             | 10    | 08/1999 | S / D     | Spider-Man                      | 9         | 10/2000       | Panini       |  |
| Spider-Man - Chapter One             | 11    | 09/1999 | S / D     | Spider-Man                      | 10        | 11/2000       | Panini       |  |
| Spider-Man - Chapter One             | 12    | 10/1999 | S / D     | Spider-Man                      | 11        | 12/2000       | Panini       |  |
| Spider-Man - Spectacular             | 58    | 09/1981 | D         | Nova                            | 56        | 09/1982       | Lug          |  |
| Spider-Man - Spectacular             | 262   | 10/1998 | S         | Spider-Man                      | 35        | 12/1999       | Panini       |  |
| Spider-Woman                         | 1     | 07/1999 | S         | Spider-Man                      | 6         | 07/2000       | Panini       |  |
| Spider-Woman                         | 2     | 08/1999 | S         | Spider-Man                      | 7         | 08/2000       | Panini       |  |
| Spider-Woman                         | 3     | 09/1999 | S         | Spider-Man                      | 9         | 10/2000       | Panini       |  |
| Spider-Woman                         | 4     | 10/1999 | S         | Spider-Man                      | 11        | 12/2000       | Panini       |  |
| Spider-Woman                         | 5     | 11/1999 | S         | Spider-Man                      | 11        | 12/2000       | Panini       |  |
| Spider-Woman                         | 6     | 12/1999 | S         | Spider-Man                      | 12        | 01/2001       | Panini       |  |
| Thing                                | 1     | 07/1983 | S         | Nova                            | 88        | 05/1985       | Lug          |  |
| What if ?                            | 36    | 12/1982 | S / D / E | Spidey                          | 58        | 11/1984       | Lug          |  |
| Wolverine                            | 17    | 11/1989 | D         | Serval                          | 09        | 03/1991       | Semic        |  |
| Wolverine                            | 18    | 12/1989 | D         | Serval                          | 09        | 03/1991       | Semic        |  |
| Wolverine                            | 19    | 12/1989 | D         | Serval                          | 10        | 05/1991       | Semic        |  |
| Wolverine                            | 20    | 01/1990 | D         | Serval                          | 10        | 05/1991       | Semic        |  |
| Wolverine                            | 21    | 02/1990 | D         | Serval                          | 11        | 07/1991       | Semic        |  |
| Wolverine                            | 22    | 03/1990 | D         | Serval                          | 11        | 07/1991       | Semic        |  |
| Wolverine                            | 23    | 04/1990 | D         | Serval                          | 12        | 09/1991       | Semic        |  |
| Wonder Woman                         | 101   | 09/1995 | S / D / E | Strange                         | 325       | 05/1997       | Semic        |  |
| Wonder Woman                         | 102   | 10/1995 | S / D / E | Strange                         | 326       | 06/1997       | Semic        |  |
| Wonder Woman                         | 103   | 11/1995 | S / D / E | Strange                         | 327       | 07/1997       | Semic        |  |
| Wonder Woman                         | 104   | 12/1995 | S / D / E | Strange                         | 328       | 08/1997       | Semic        |  |
| Wonder Woman                         | 105   | 01/1996 | S / D / E | Strange                         | 329       | 09/1997       | Semic        |  |
| Wonder Woman                         | 106   | 02/1996 | S / D / E | Strange                         | 330       | 10/1997       | Semic        |  |
| Wonder Woman                         | 107   | 03/1996 | S / D / E | Strange                         | 331       | 11/1997       | Semic        |  |
| X-Men                                | 4     | 01/1992 | S         | X-Men                           | 3         | 04/1993       | Semic        |  |
| X-Men                                | 5     | 02/1992 | S         | X-Men                           | 3         | 04/1993       | Semic        |  |
| X-Men                                | 94    | 11/1999 | S / D     | X-Men Extra                     | 19        | 03/2000       | Panini       |  |
| X-Men - Hidden years                 | 1     | 12/1999 | S / D     | X-Men Extra                     | 19        | 03/2000       | Panini       |  |
| X-Men - Hidden years                 | 2     | 01/2000 | S / D     | X-Men Extra                     | 19        | 03/2000       | Panini       |  |
| X-Men - Hidden years                 | 3     | 02/2000 | S / D     | X-Men Extra                     | 21        | 07/2000       | Panini       |  |
| X-Men - Hidden years                 | 4     | 03/2000 | S / D     | X-Men Extra                     | 21        | 07/2000       | Panini       |  |
| X-Men - Hidden years                 | 5     | 04/2000 | S / D     | X-Men Extra                     | 21        | 07/2000       | Panini       |  |
| X-Men - Hidden years                 | 6     | 05/2000 | S / D     | X-Men Extra                     | 22        | 09/2000       | Panini       |  |
| X-Men - Hidden years                 | 7     | 06/2000 | S / D     | X-Men Extra                     | 22        | 09/2000       | Panini       |  |
| X-Men - Hidden years                 | 8     | 07/2000 | S / D     | X-Men Extra                     | 22        | 09/2000       | Panini       |  |
| X-Men - Hidden years                 | 9     | 08/2000 | S / D     | X-Men Extra                     | 24        | 01/2001       | Panini       |  |
| X-Men - Hidden years                 | 10    | 09/2000 | S / D     | X-Men Extra                     | 24        | 01/2001       | Panini       |  |
| X-Men - Hidden years                 | 11    | 10/2000 | S / D     | X-Men Extra                     | 24        | 01/2001       | Panini       |  |
| X-Men - Hidden years                 | 12    | 11/2000 | S / D     | X-Men Extra                     | 27        | 07/2001       | Panini       |  |
| X-Men - Hidden years                 | 13    | 12/2000 | S / D     | X-Men Extra                     | 27        | 07/2001       | Panini       |  |
| X-Men - Hidden years                 | 14    | 01/2001 | S / D     | X-Men Extra                     | 29        | 11/2001       | Panini       |  |
| X-Men - Hidden years                 | 15    | 02/2001 | S / D     | X-Men Extra                     | 29        | 11/2001       | Panini       |  |
| X-Men - Hidden years                 | 16    | 03/2001 | S / D     | X-Men Extra                     | 29        | 11/2001       | Panini       |  |
| X-Men - Hidden years                 | 17    | 04/2001 | S / D     | X-Men Extra                     | 30        | 01/2002       | Panini       |  |
| X-Men - Hidden years                 | 18    | 05/2001 | S / D     | X-Men Extra                     | 30        | 01/2002       | Panini       |  |
| X-Men - Hidden years                 | 19    | 06/2001 | S / D     | X-Men Extra                     | 30        | 01/2002       | Panini       |  |
| X-Men - Hidden years                 | 20    | 07/2001 | S / D     | X-Men Extra                     | 31        | 03/2002       | Panini       |  |
| X-Men - Hidden years                 | 21    | 08/2001 | S / D     | X-Men Extra                     | 31        | 03/2002       | Panini       |  |
| X-Men - Hidden years                 | 22    | 09/2001 | S / D     | X-Men Extra                     | 31        | 03/2002       | Panini       |  |
| X-Men - Phoenix, the untold story    | Nn    | 04/1983 | S / D     | X-Men Saga                      | 17        | 07/1994       | Semic        |  |
| X-Men - Uncanny                      | 108   | 12/1977 | D         | Spécial Strange                 | 17        | 08/1979       | Lug          |  |
|                                      |       |         |           | X-Men Saga                      | 6         | 10/1991       | Semic        |  |
| X-Men - Uncanny                      | 109   | 02/1978 | D         | Spécial Strange                 | 17        | 08/1979       | Lug          |  |
|                                      |       |         |           | X-Men Saga                      | 6         | 10/1991       | Semic        |  |
| X-Men - Uncanny                      | 111   | 07/1978 | D         | Spécial Strange                 | 18        | 12/1979       | Lug          |  |
|                                      |       |         |           | X-Men Saga                      | 7         | 01/1992       | Semic        |  |
| X-Men - Uncanny                      | 112   | 08/1978 | D         | Spécial Strange                 | 19        | 03/1980       | Lug          |  |
|                                      |       |         |           | X-Men Saga                      | 7         | 01/1992       | Semic        |  |
| X-Men - Uncanny                      | 113   | 09/1978 | D         | Spécial Strange                 | 19        | 03/1980       | Lug          |  |
|                                      |       |         |           | X-Men Saga                      | 7         | 01/1992       | Semic        |  |
| X-Men - Uncanny                      | 114   | 10/1978 | S / D     | Spécial Strange                 | 20        | 06/1980       | Lug          |  |
|                                      |       |         |           | X-Men Saga                      | 8         | 04/1992       | Semic        |  |
| X-Men - Uncanny                      | 115   | 11/1978 | S / D     | Spécial Strange                 | 20        | 06/1980       | Lug          |  |
|                                      |       |         |           | X-Men Saga                      | 8         | 04/1992       | Semic        |  |
| X-Men - Uncanny                      | 116   | 12/1978 | S / D     | Spécial Strange                 | 21        | 08/1980       | Lug          |  |
|                                      |       |         |           | X-Men Saga                      | 8         | 04/1992       | Semic        |  |
| X-Men - Uncanny                      | 117   | 01/1979 | S / D     | Spécial Strange                 | 21        | 08/1980       | Lug          |  |
|                                      |       |         |           | X-Men Saga                      | 9         | 07/1992       | Semic        |  |
| X-Men - Uncanny                      | 118   | 02/1979 | S / D     | Spécial Strange                 | 22        | 12/1980       | Lug          |  |
|                                      |       |         |           | X-Men Saga                      | 9         | 07/1992       | Semic        |  |
| X-Men - Uncanny                      | 119   | 03/1979 | S / D     | Spécial Strange                 | 22        | 12/1980       | Lug          |  |
|                                      |       |         |           | X-Men Saga                      | 9         | 07/1992       | Semic        |  |
| X-Men - Uncanny                      | 120   | 04/1979 | S / D     | Spécial Strange                 | 23        | 03/1981       | Lug          |  |
|                                      |       |         |           | X-Men Saga                      | 11        | 01/1993       | Semic        |  |
| X-Men - Uncanny                      | 121   | 05/1979 | S / D     | Spécial Strange                 | 23        | 03/1981       | Lug          |  |
|                                      |       |         |           | X-Men Saga                      | 11        | 01/1993       | Semic        |  |
| X-Men - Uncanny                      | 122   | 06/1979 | S / D     | Spécial Strange                 | 25        | 08/1981       | Lug          |  |
|                                      |       |         |           | X-Men Saga                      | 11        | 01/1993       | Semic        |  |
| X-Men - Uncanny                      | 123   | 07/1979 | S / D     | Spécial Strange                 | 25        | 08/1981       | Lug          |  |
|                                      |       |         |           | X-Men Saga                      | 12        | 04/1993       | Semic        |  |
| X-Men - Uncanny                      | 124   | 08/1979 | S / D     | Spécial Strange                 | 26        | 12/1981       | Lug          |  |
|                                      |       |         |           | X-Men Saga                      | 12        | 04/1993       | Semic        |  |
| X-Men - Uncanny                      | 125   | 09/1979 | D         | Spécial Strange                 | 26        | 12/1981       | Lug          |  |
|                                      |       |         |           | X-Men Saga                      | 12        | 04/1993       | Semic        |  |
| X-Men - Uncanny                      | 126   | 10/1979 | D         | Spécial Strange                 | 27        | 03/1982       | Lug          |  |
|                                      |       |         |           | X-Men Saga                      | 13        | 07/1993       | Semic        |  |
| X-Men - Uncanny                      | 127   | 11/1979 | S / D     | Spécial Strange                 | 27        | 03/1982       | Lug          |  |
|                                      |       |         |           | X-Men Saga                      | 13        | 07/1993       | Semic        |  |
| X-Men - Uncanny                      | 128   | 12/1979 | S / D     | Spécial Strange                 | 28        | 06/1982       | Lug          |  |
|                                      |       |         |           | X-Men Saga                      | 13        | 07/1993       | Semic        |  |
| X-Men - Uncanny                      | 129   | 01/1980 | S / D     | Spécial Strange                 | 28        | 06/1982       | Lug          |  |
|                                      |       |         |           | X-Men Saga                      | 14        | 10/1993       | Semic        |  |
| X-Men - Uncanny                      | 130   | 02/1980 | S / D     | Spécial Strange                 | 29        | 08/1982       | Lug          |  |
|                                      |       |         |           | X-Men Saga                      | 14        | 10/1993       | Semic        |  |
| X-Men - Uncanny                      | 131   | 03/1980 | S / D     | Spécial Strange                 | 29        | 08/1982       | Lug          |  |
|                                      |       |         |           | X-Men Saga                      | 14        | 10/1993       | Semic        |  |
| X-Men - Uncanny                      | 132   | 04/1980 | S / D     | Spécial Strange                 | 30        | 12/1982       | Lug          |  |
|                                      |       |         |           | X-Men Saga                      | 15        | 01/1994       | Semic        |  |
| X-Men - Uncanny                      | 133   | 05/1980 | S / D     | Spécial Strange                 | 30        | 12/1982       | Lug          |  |
|                                      |       |         |           | X-Men Saga                      | 15        | 01/1994       | Semic        |  |
| X-Men - Uncanny                      | 134   | 06/1980 | S / D     | Spécial Strange                 | 31        | 03/1983       | Lug          |  |
|                                      |       |         |           | X-Men Saga                      | 15        | 01/1994       | Semic        |  |
| X-Men - Uncanny                      | 135   | 07/1980 | S / D     | Spécial Strange                 | 31        | 03/1983       | Lug          |  |
|                                      |       |         |           | X-Men Saga                      | 16        | 04/1994       | Semic        |  |
| X-Men - Uncanny                      | 136   | 08/1980 | S / D     | Spécial Strange                 | 32        | 06/1983       | Lug          |  |
|                                      |       |         |           | X-Men Saga                      | 16        | 04/1994       | Semic        |  |
| X-Men - Uncanny                      | 137   | 09/1980 | S / D     | Spécial Strange                 | 33        | 08/1983       | Lug          |  |
| X-Men - Uncanny                      | 138   | 10/1980 | S / D     | Spécial Strange                 | 34        | 12/1983       | Lug          |  |
|                                      |       |         |           | X-Men Saga                      | 17        | 07/1994       | Semic        |  |
| X-Men - Uncanny                      | 139   | 11/1980 | S / D     | Spécial Strange                 | 34        | 12/1983       | Lug          |  |
|                                      |       |         |           | X-Men Saga                      | 18        | 10/1994       | Semic        |  |
| X-Men - Uncanny                      | 140   | 12/1980 | S / D     | Spécial Strange                 | 35        | 03/1984       | Lug          |  |
|                                      |       |         |           | X-Men Saga                      | 18        | 10/1994       | Semic        |  |
| X-Men - Uncanny                      | 141   | 01/1981 | S / D     | Spécial Strange                 | 35        | 03/1984       | Lug          |  |
|                                      |       |         |           | X-Men Saga                      | 20        | 04/1995       | Semic        |  |
| X-Men - Uncanny                      | 142   | 02/1981 | S / D     | Spécial Strange                 | 36        | 06/1984       | Lug          |  |
|                                      |       |         |           | X-Men Saga                      | 20        | 04/1995       | Semic        |  |
| X-Men - Uncanny                      | 143   | 03/1981 | S / D     | X-Men Saga                      | 18        | 10/1994       | Semic        |  |
| X-Men - Uncanny                      | 273   | 02/1991 | D         | Spécial Strange                 | 81        | 07/1992       | Semic        |  |
| X-Men - Uncanny                      | 281   | 10/1991 | S         | Spécial Strange                 | 83        | 11/1992       | Semic        |  |
| X-Men - Uncanny                      | 282   | 11/1991 | S         | Spécial Strange                 | 84        | 01/1993       | Semic        |  |
| X-Men - Uncanny                      | 283   | 12/1991 | S         | Spécial Strange                 | 84        | 01/1993       | Semic        |  |
| X-Men - Uncanny                      | 284   | 01/1992 | S         | Spécial Strange                 | 85        | 03/1993       | Semic        |  |
| X-Men - Uncanny                      | 285   | 02/1992 | S         | Spécial Strange                 | 85        | 03/1993       | Semic        |  |
| X-Men - Uncanny                      | 288   | 05/1992 | S         | Spécial Strange                 | 87        | 07/1993       | Semic        |  |

### Livres
Parallèlement à sa carrière dans les comics, John Byrne a également publié des romans, exempts de tout dessins. Seul le premier a été traduit en langue française.
- 1988 : John L. Byrne's fear book.  États-Unis :  (ISBN 0-446-34814-7) chez Grand Central Publishing. 249 pages. Traduit sous le titre Le livre de la peur aux éditions J'ai lu (collection Epouvante), épuisé.  France :  (ISBN 978-2277226338)
- 1992 : Whipping boy.  États-Unis :  (ISBN 0-440-21171-9) chez Dell Publishing. 498 pages.
- 1997 : Wonder Woman - Gods and goddesses.  États-Unis :  (ISBN 0-761-51713-8) chez Prima Publishing. 320 pages.

## Prix et récompenses
- 1980 :  Prix Inkpot
- 1988 :  Prix Haxtur du meilleur scénario pour Superman : Metropolis 900 mi
- 1992 :  Prix Yellow-Kid du dessinateur étranger, pour l'ensemble de son œuvre
- 2008 :  Temple de la renommée de la bande dessinée canadienne
- 2015 :  Temple de la renommée Will Eisner